# Livre d'heures d'Étienne Chevalier
Vous lisez un « article de qualité » labellisé en 2015.
Le Livre d'heures d'Étienne Chevalier est un ancien livre d'heures manuscrit, œuvre de Jean Fouquet réalisée entre 1452 et 1460. Aujourd'hui en grande partie détruit, seuls 49 feuillets contenant 47 miniatures subsistent, dispersés dans huit lieux de conservation différents en Europe et aux États-Unis. Quarante de ces feuillets sont exposés au musée Condé à Chantilly (ms.71).
Commandé par Étienne Chevalier, trésorier du roi Charles VII, ce livre est décoré par l'un des plus célèbres peintres et enlumineurs français du XVe siècle, Jean Fouquet. C'est au début du XVIIIe siècle que les miniatures du manuscrit sont découpées et vendues séparément, le reste du texte étant en grande partie détruit.
L'ensemble de l'ouvrage, bien que sa reconstitution exacte soit complexe, présente des cycles originaux d'illustrations de la vie du Christ, de la Vierge et de vies de saints, qui se retrouvent rarement dans d'autres manuscrits de cette époque. Chaque miniature constitue un petit tableau en soi, assimilant des influences italiennes et flamandes mais tout en présentant un caractère typique de l'enluminure française de son époque, à la jonction entre le Gothique et la Renaissance. Elles contiennent des mises en page novatrices et font preuve d'une grande maîtrise de la géométrie et surtout de la perspective, alors naissante, dans leur composition. En outre, un grand nombre d'édifices et de paysages de la fin du Moyen Âge, de Paris ou d'ailleurs, y sont représentés avec un grand réalisme. L'iconographie de ces miniatures marque durablement tout un courant de l'enluminure française de son siècle, mais surtout, elle fascine un grand nombre d'historiens et d'esthètes à l'époque contemporaine, qui contribuent à en faire l'une des œuvres enluminées les plus célèbres de son temps.

## Histoire du manuscrit

### Commanditaire

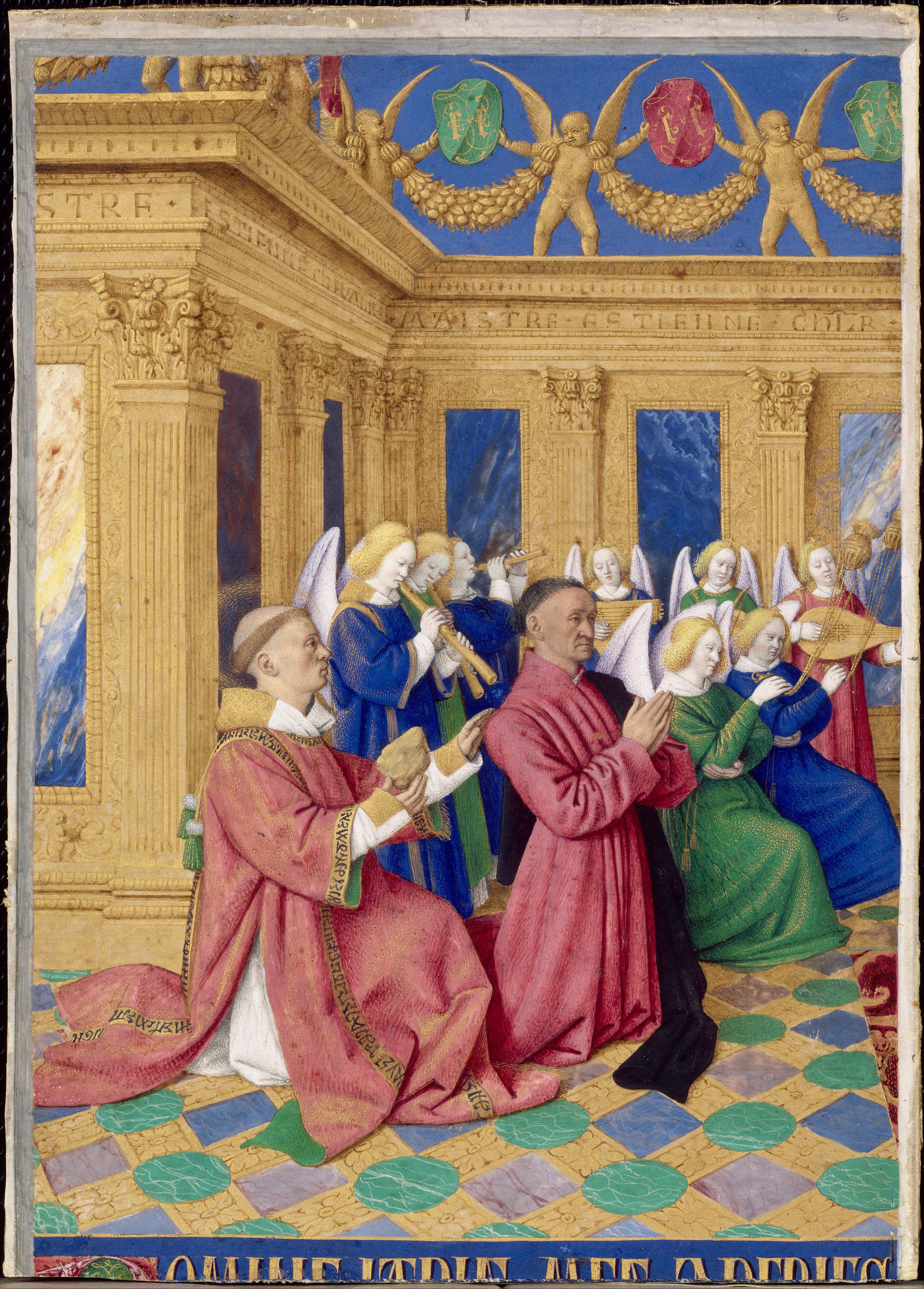
Présentation d'Étienne Chevalier à la Vierge par saint Étienne qui lui pose la main sur l'épaule.

Les feuillets du livre d'heures contiennent de nombreux éléments qui permettent d'identifier le commanditaire du manuscrit, Étienne Chevalier, trésorier de France du roi Charles VII. Son portrait y figure, dans la miniature de la présentation à la Vierge (avec son nom complet) et dans celle de l'embaumement du Christ. Son monogramme « EE » (le redoublement de la première lettre de son prénom) est repris dans la quasi-totalité des miniatures, notamment au sein de blasons tenus généralement par des angelots, et son nom en abrégé ou en toutes lettres, « Maistre Estienne Chevalier », est tracé dans plusieurs autres détails de miniatures : la Visitation, le Mariage de la Vierge par exemple.
Étienne Chevalier est le représentant d'une nouvelle classe sociale de bourgeois arrivés au plus haut de la hiérarchie de l'administration royale. Titulaire d'une maîtrise en droit — d'où l'usage de ce titre dans les miniatures — il est successivement maître à la chambre des comptes puis contrôleur général des recettes et enfin trésorier du roi en 1452. Anobli, il ne possède pas pour autant d'armoiries familiales ce qui explique leur absence dans l'ouvrage. Plusieurs autres membres de cette nouvelle classe sont aussi des clients de Jean Fouquet et son atelier. Pour ne citer que les membres de la famille de Chevalier, Laurens Gyrard, son gendre, marié à sa fille Jeanne et par ailleurs secrétaire et notaire du roi, est le commanditaire d'un manuscrit enluminé de Boccace, Des cas des nobles hommes et femmes. Son beau-frère Antoine Raguier, époux de sa belle-sœur Jacquette Budé et trésorier des guerres, est sans doute le commanditaire des Heures de Jean Robertet,.

### Datation
Le manuscrit ne contient pas de date explicite mais plusieurs indices permettent de définir une fourchette chronologique. Tout d'abord, sa femme Catherine Budé n'est pas représentée dans la présentation du commanditaire à la Vierge, contrairement à la tradition de ce type de portrait. Celle-ci étant décédée en août 1452, le manuscrit a sans doute été réalisé après, alors qu'Étienne Chevalier était déjà veuf. Par ailleurs, le roi Charles VII est représenté sur la miniature de l'Adoration des Mages, ce qui indique que le manuscrit a probablement été achevé avant la mort de ce dernier en 1461. C'est plus particulièrement à partir de 1460 que sont réalisées les Heures de Simon de Varye mais surtout le manuscrit du Boccace de Munich dans lequel se retrouvent de nombreuses citations des Heures d'Étienne Chevalier, ce qui semble indiquer que ces dernières sont déjà achevées à cette date.
D'autres petits détails permettent peut-être d'affiner la datation. Selon François Avril, dans la miniature de Sainte Marguerite et Olibrius, au sein du groupe de cavaliers se trouve un chevalier de petite taille qui pourrait représenter le second fils de Charles VII, Charles de France (1446-1472), monté sur un destrier blanc. Or, en 1455, ce dernier a reçu sa première armure et la miniature pourrait rappeler cet événement. L'influence encore forte de la peinture italienne dans cette œuvre de Jean Fouquet, à la suite de son voyage sur place jusqu'en 1447, fait aussi pencher pour une réalisation plutôt au milieu de la décennie 1450.
C'est à la même époque, entre 1452 et 1460, qu'Étienne Chevalier commande à Jean Fouquet le Diptyque de Melun, tableau votif destiné à orner sa tombe dans la collégiale Notre-Dame, dans sa ville natale. Selon les historiens de l'art, l'artiste a sans doute consacré la quasi-totalité de son temps à ces commandes du trésorier du roi lors de cette quasi-décennie.

### Démembrement du manuscrit

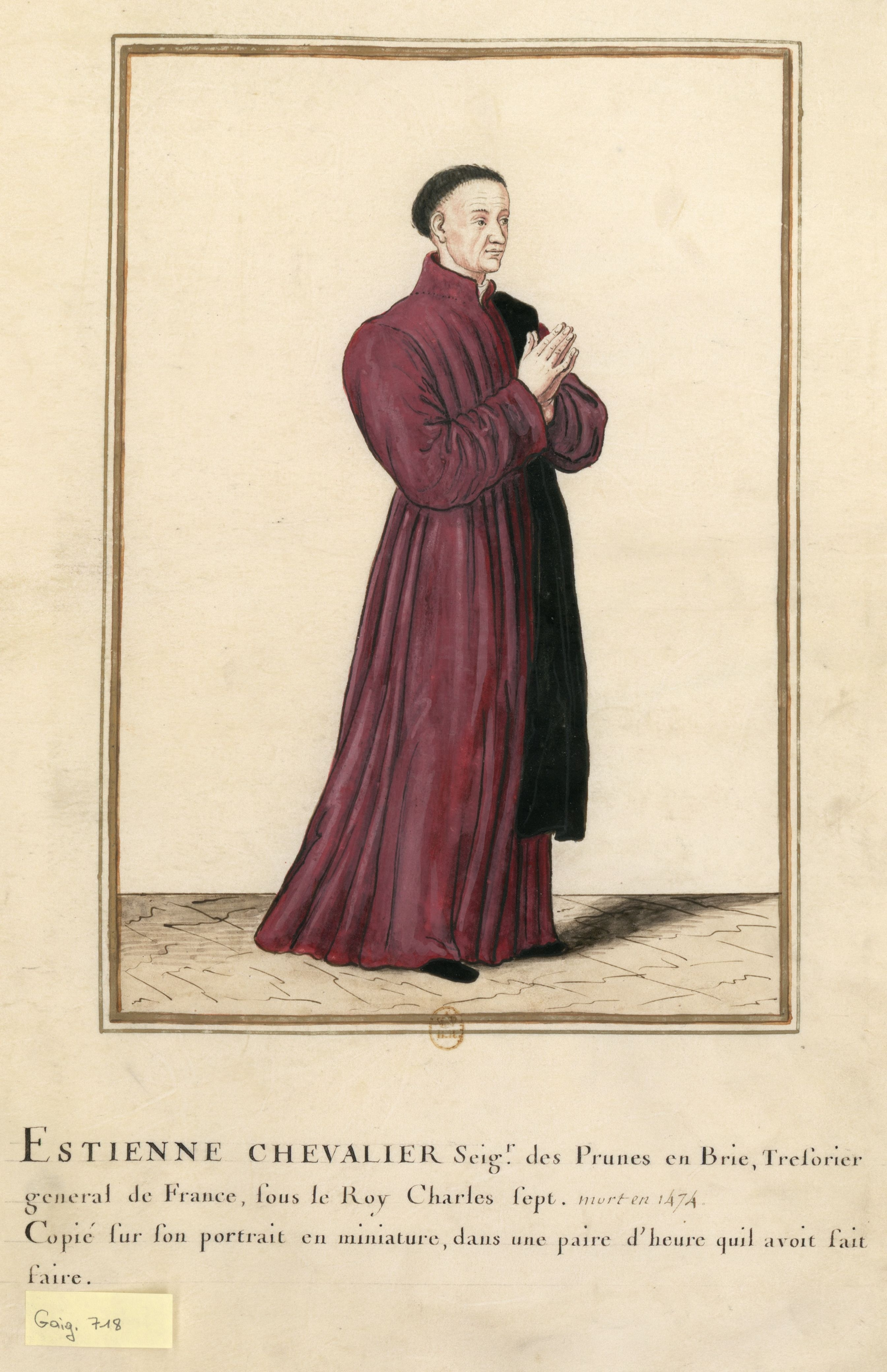
Dessin représentant Étienne Chevalier pour François Roger de Gaignières, tiré de la miniature de la présentation à la Vierge, avant démembrement du manuscrit.

Le manuscrit reste probablement en possession des descendants de Chevalier jusqu'au XVIIe siècle, et de son dernier descendant direct, Nicolas Chevalier (1562-1630), bibliophile renommé. Celui-ci fait  peut-être refaire la reliure de l'ouvrage, les pages ayant été légèrement découpées à cette époque. Sa bibliothèque est sans doute dispersée par son neveu par alliance et héritier, René de Longueil (1596-1677). L'érudit François Roger de Gaignières (1642-1715) observe le manuscrit apparemment intact à la fin du XVIIe siècle et fait faire la copie de deux images : le Charles VII de l'Adoration des Mages et Étienne Chevalier dans la Présentation à la Vierge. Pourtant, Bernard de Montfaucon, au moment de la publication de ses Monuments de la monarchie française vers 1731, doit se contenter des copies de Gaignières, ce qui indique que l'ouvrage a déjà disparu,.
Au début du XVIIIe siècle, les miniatures sont ainsi découpées pour les transformer en tableaux indépendants les uns des autres. Le texte inclus dans les images est occulté par des fragments de parchemins ornés de bordures décoratives issues d'un manuscrit daté du XVe siècle. À d'autres endroits, le texte est gratté et repeint de fleurs et d'insignes religieux. Après cette opération, les miniatures sont dispersées.
Quarante de ces miniatures sont restées groupées et sont montées sur des planchettes de bois par un menuisier encadreur parisien vers 1790. Après 1795, ces miniatures sont récupérées par le marchand d'art bâlois Peter Birmann. Ce dernier les revend en 1803 ou 1805 au banquier allemand Georg Brentano de Francfort-sur-le-Main.

### Destin des feuillets

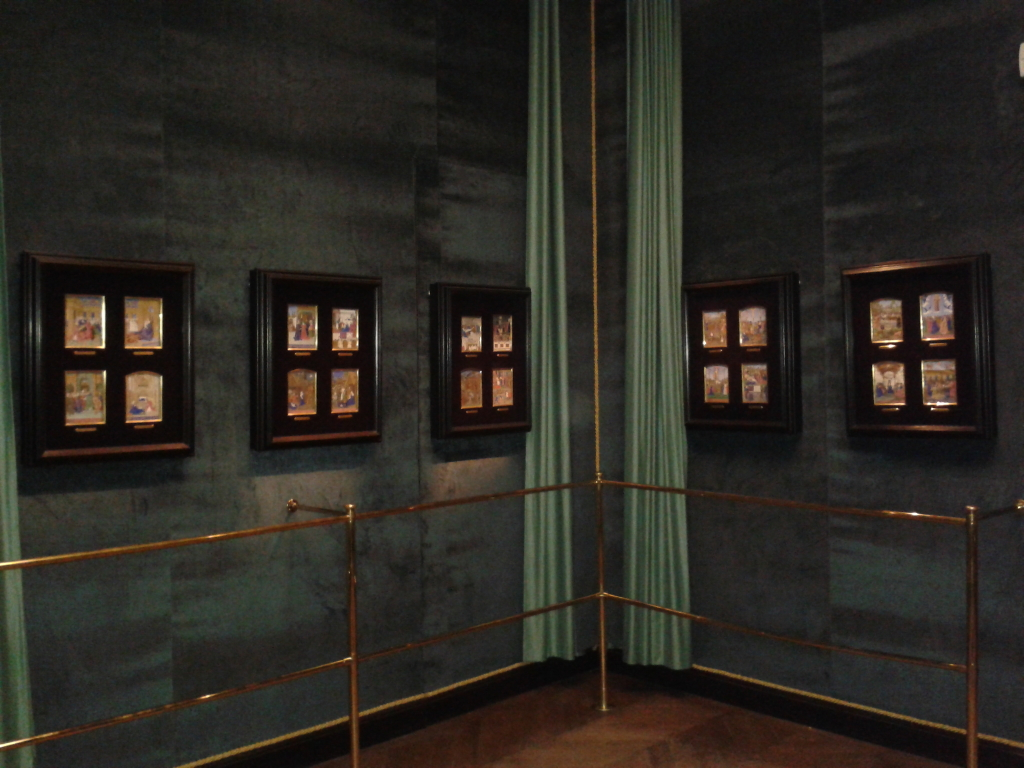
Vingt des quarante miniatures exposées dans leurs vitrines du Santuario du musée Condé à Chantilly, après sa restauration en 2014.

L'ensemble des miniatures connues de nos jours restent pendant longtemps entre les mains de différents collectionneurs privés. Louis Brentano revend les quarante miniatures de son père Georg en 1891 au duc d'Aumale, fils de Louis-Philippe et grand collectionneur, pour la somme considérable pour l'époque de 250 000 francs. Il tente alors d'acheter le portrait d'Étienne Chevalier avec saint Étienne, volet droit du Diptyque de Melun, qui appartient alors au même propriétaire, mais sans succès. Le duc expose les quarante miniatures dans son château de Chantilly au sein du Santuario dans dix nouvelles vitrines fabriquées pour l'occasion. Elles sont toujours visibles dans cette même pièce du musée Condé. Ces vitrines sont restaurées en 2003-2007 pour y inclure des caissons climatiques permettant une meilleure conservation des miniatures.
En 1831, une miniature représentant David en prière est retrouvée en Angleterre, dans les collections du poète Samuel Rogers, celui-ci l'ayant acquise en 1802 à Paris. Elle est rapprochée des quarante autres miniatures alors conservées à Francfort par les historiens de l'art allemands Johann David Passavant et Gustav Friedrich Waagen. Après être passée dans les collections de John Campbell de Breadalbane, elle est achetée par le British Museum en 1886. En 1866-1867, l'éditeur Léon Curmer fait publier les miniatures déjà connues, ce qui contribue à populariser le manuscrit. En 1881, une nouvelle miniature représentant Sainte Anne et les trois Marie est identifiée : elle est donnée par Louis-Charles de La Trémoille à la Bibliothèque nationale de France,. En 1889, Paul Durrieu, conservateur des peintures au musée du Louvre, fait acheter une miniature représentant Saint Martin partageant son manteau, qui avait appartenu à Félix-Sébastien Feuillet de Conches et déjà publiée par Curmer. Il découvre dans les collections de dessins du même musée une Sainte Marguerite et Olibrius, présente depuis 1856 grâce à la donation d'Alexandre-Charles Sauvageot,.
En 1922, Durrieu reconnaît une nouvelle enluminure représentant Saint Michel combattant le dragon, qui est mise en vente l'année suivante à Londres et acquise par le vicomte Bearsted. Ses collections sont léguées en 1948 au National Trust avec sa propriété de Upton House dans le Warwickshire où est conservé le feuillet. Le 18 décembre 1946, deux nouveaux feuillets réapparaissent en vente chez Sotheby's à Londres, représentant La Dextre de Dieu chassant les démons et Saint Vrain exorcisant les possédés. La première est acquise par le banquier Robert Lehman qui en fait don au Metropolitan Museum of Art de New York en 1975 et l'autre par Georges Wildenstein, son fils Daniel faisant don de sa collection de miniatures découpées à l'Institut de France en 1971. Cette collection est visible au Musée Marmottan-Monet depuis 1981. Cette même année, un double feuillet ou bifolium du texte du manuscrit, extrait des psaumes pénitentiels (un extrait des Psaumes 101 et 129) et des litanies, est vendu à Londres toujours chez Sotheby's. Il avait été acheté par un collectionneur suisse lors d'une vente publique à Heidelberg en 1969. Il est alors acquis par Roger et Alix de Kesel et conservé à Deurle en Belgique,.

## Description de l'ancien manuscrit
Le Livre d'heures, à l'origine, était sans doute composé de 190 feuillets ou folios soit 380 pages de parchemin. Ces feuillets étaient reliés en cahiers de quatre feuillets pour l'essentiel. Chaque page mesurait environ 21 cm de haut pour 15 cm de large d'après le bifolium retrouvé, ce qui correspond à la taille moyenne d'un livre d'heures de l'époque.

### Organisation de l'ancien manuscrit
Pendant longtemps, la composition du livre n'étant vue qu'à travers les quarante enluminures du musée Condé, les érudits la concevaient comme une succession de scènes de la vie du Christ suivie d'épisodes de vies de saints. Plusieurs auteurs ont tenté de reconstituer la forme probable du manuscrit originel. Ce manuscrit ne suivait pas l'ordre liturgique traditionnel des livres d'heures avec successivement les heures de la Vierge, de la Croix et du Saint-Esprit, mais un ordre dit des « heures alternées ». En effet, afin de faciliter leur lecture, les heures sont réparties par ordre de lecture des prières dans la journée suivant les heures canoniales. Les épisodes de la vie du Christ se retrouvent ainsi répartis dans un ordre qui n'est plus chronologique mais conforme à l'office qu'il illustre habituellement dans la liturgie. Il est difficile de déterminer à quel usage local était destinée cette liturgie en raison de la disparition de la quasi-totalité des textes, mais la présence de sainte Geneviève dans les litanies semble indiquer que le livre d'heures était à l'usage de Paris. Voici la dernière reconstitution de l'ouvrage proposée par les historiens de l'art Christopher de Hamel, et Nicole Reynaud, laquelle suggère par ailleurs l'existence d'au moins cinq autres miniatures aujourd'hui disparues. Sauf mention contraire, le lieu de conservation est le musée Condé à Chantilly,.
| Chapitre                         | Nombre de miniatures (et miniatures disparues) | Miniatures (et lieu de conservation actuel si différent du musée Condé) | Exemple de miniature                       |
| -------------------------------- | ---------------------------------------------- | --- | ------------------------------------------ |
| Le calendrier                    | Sans doute aucune                              | Aucun feuillet connu |                                            |
| Fragments des évangiles          | 3 miniatures (et 1 disparue)                   | Jean : Saint Jean à Patmos ; [ Luc : L'Archange Gabriel envoyé à Marie en présence de l'assemblée du Ciel (?)] ; Matthieu : L'Adoration des mages ; Marc : L'Ascension. | L’Adoration des Mages                      |
| Prière à la Vierge               | 1 miniature disparue                           | [Obsecro te : La Vierge aux Sibylles (?)]. |                                            |
| Matines et Laudes                | 4 miniatures                                   | Heures de la Vierge (Matines) : Étienne Chevalier présenté à la Vierge allaitant l'Enfant (double page) ; Heures de la Vierge (Laudes) : La Visitation ; Heures de la Croix : L'Arrestation du Christ ; Heures du Saint-Esprit : L'Annonciation. | La Visitation                              |
| Prime                            | 2 miniatures (et 1 disparue)                   | Heures de la Vierge : La Nativité ; Heures de la Croix : Jésus devant Pilate ; [Heures du Saint-Esprit : L'Apparition du Christ aux apôtres réunis dans le Cénacle (?)]. | La Nativité                                |
| Tierce                           | 3 miniatures                                   | Heures de la Vierge : L'Annonce à la Vierge de sa mort prochaine ; Heures de la Croix : Le Portement de Croix ; Heures du Saint-Esprit : La Pentecôte. | L'Annonce à la Vierge de sa mort prochaine |
| Sexte                            | 1 miniature (et 2 disparues)                   | Heures de la Vierge : La Mort de la Vierge ; [Heures de la Croix : La Mise en croix (?)] ; [Heures du Saint-Esprit : Les Apôtres prêchant l'évangile (?)]. | La Mort de la Vierge                       |
| None                             | 3 miniatures                                   | Heures de la Vierge : Les Funérailles de la Vierge ; Heures de la Croix : La Crucifixion ; Heures du Saint-Esprit : La Fontaine du Saint-Esprit. | La Crucifixion                             |
| Vêpres                           | 3 miniatures                                   | Heures de la Vierge : L'Assomption ; Heures de la Croix : La Descente de croix ; Heures du Saint-Esprit : La Dextre de Dieu chassant les démons (Metropolitan Museum of Art,). | La Descente de croix                       |
| Complies                         | 3 miniatures                                   | Heures de la Vierge : Le Couronnement de la Vierge ; Heures de la Croix : L'Embaumement du corps du Christ ; Heures du Saint-Esprit : L'Illumination des fidèles par le Saint-Esprit. | Le Couronnement de la Vierge               |
| Office de la Vierge pour l'Avent | 1 miniature                                    | Le Mariage de la Vierge. | Le Mariage de la Vierge                    |
| Psaumes de la Pénitence          | 1 miniature                                    | David en prière (British Library,). | David en prière                            |
| Office des morts                 | 2 miniatures                                   | Vêpres : Le Convoi funèbre ; Matines : Job et ses amis. | Le Convoi funèbre                          |
| Prières                          | 2 miniatures                                   | Stabat Mater : La Déploration du Christ ; Les Sept vers saint Bernard : Saint Bernard enseignant. | La Déploration du Christ                   |
| Suffrages des saints             | 18 miniatures (et au moins 1 disparue ?)       | Saint Michel combattant le dragon (Upton House,) ; La Naissance de saint Jean-Baptiste ; Saint Jean l'évangéliste pendant la Cène ; La Crucifixion de saint Pierre ; La Conversion de saint Paul ; La Crucifixion de saint André ; La Décollation de saint Jacques le Majeur ; La Lapidation de saint Étienne ; Saint Martin partageant son manteau (musée du Louvre,) ; La Consécration de saint Nicolas ; Saint Hilaire au concile ; Saint Vrain exorcisant les possédés (musée Marmottan-Monet) ; Sainte Marie Madeleine oignant les pieds du Christ ; Martyre de sainte Catherine ; Sainte Marguerite et Olibrius (musée du Louvre,) ; Sainte Anne et les trois Marie (Bibliothèque nationale de France,) ; Le Martyre de Sainte Apolline ; Tous les Saints, la Vierge et la Trinité ; [Saint Jérôme comparaissant devant le Christ (?)]. | Saint Michel combattant le dragon          |

### Texte et bordures

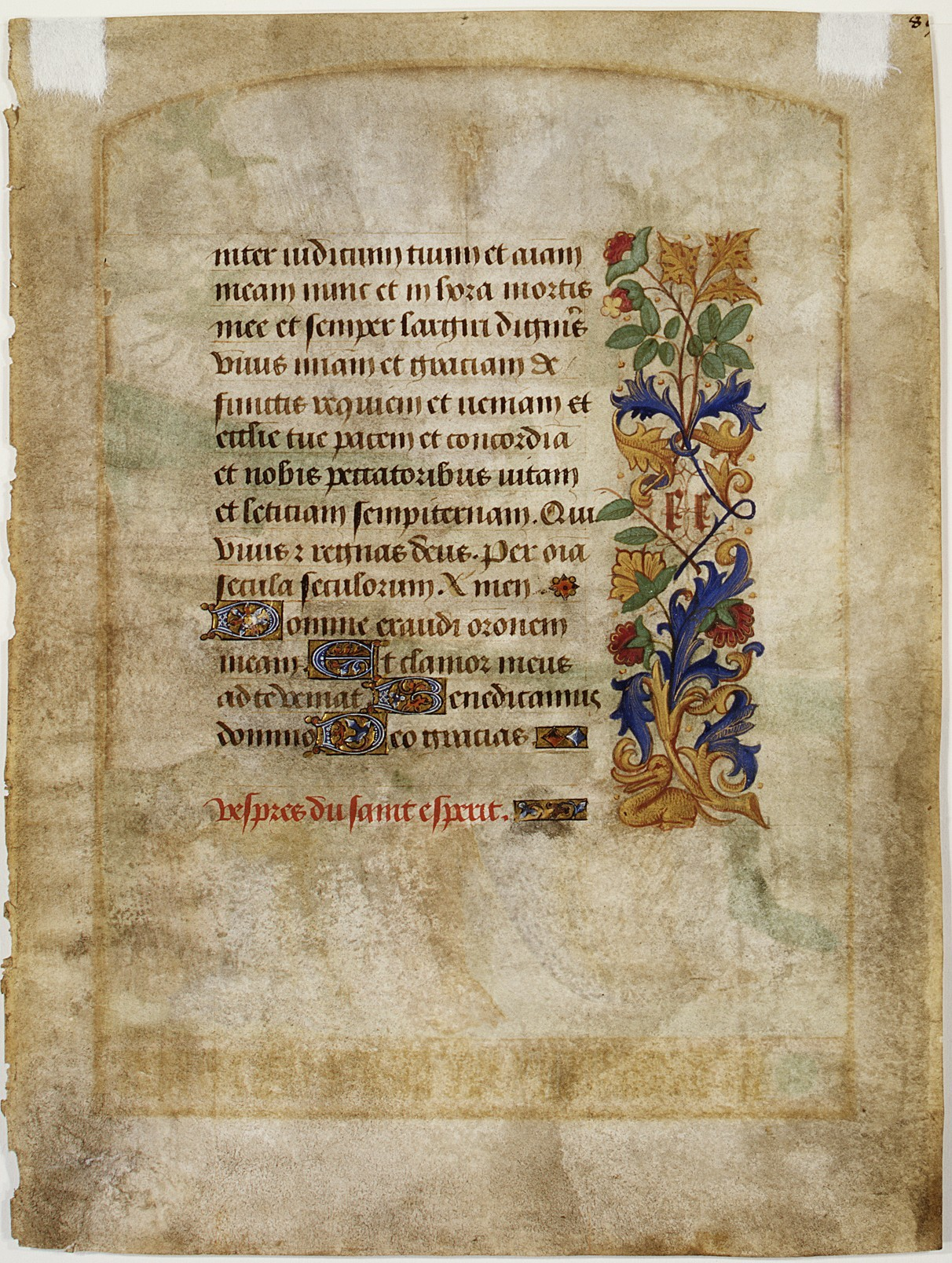
Page de texte située au revers de la miniature du Metropolitan Museum of Art.

Le texte en latin était écrit sur 16 lignes, en bâtarde calligraphique de couleur brune, laissant une grande marge. Il contenait des rubriques de couleur rouge. D'après les quelques fragments de textes retrouvés, au moins deux types d'écritures correspondant à la main de deux copistes, peuvent être distingués: l'un d'entre eux a copié les heures de la Vierge, de la Croix et du Saint-Esprit ainsi que deux pages de suffrages. L'autre a copié les psaumes pénitentiels, l'office des morts et au moins une page des suffrages.
Toutes les pages de texte du manuscrit étaient probablement décorées d'un bandeau orné de rinceaux fleuris. Deux types de bandeaux sont distingués. Les plus simples se retrouvent sur les folios de texte, sans doute peints par un artiste spécialisé, et relativement courants dans les manuscrits de cette époque. Ils sont faits de rinceaux, de feuilles de vigne et d'acanthe d'azur et d'or. Ils encadrent le monogramme « E-E » présent sur chaque page. Les bandeaux présents sur les pages au revers des miniatures, visibles sur celles qui n'ont pas été contrecollées sur un support, possédaient des décorations bien plus riches et originales. Ils étaient en effet confiés, comme le recto, au soin de l'artiste chargé de peindre la miniature. Ces bandeaux ont ici été confiés soit à Jean Fouquet lui-même, soit à un artiste très proche appartenant à son atelier. Ils possèdent des formes végétales originales, épaisses, pourvues de couleurs vives et d'or en abondance qui ne se retrouvent dans aucun autre manuscrit de l'époque.

### Les miniatures manquantes
D'après la reconstitution de la forme et du plan probables du livre d'heures d'Étienne Chevalier, les historiens de l'art ont pu déterminer les sujets des miniatures qui ont disparu, en comparant avec d'autres livres d'heures similaires. Par comparaison là encore, d'autres manuscrits qui ont pu être influencés par les œuvres de Jean Fouquet et particulièrement par les Heures Chevalier, permettent de se donner une idée des scènes absentes et de leur composition.
À l'image des autres fragments d'évangiles, l'évangile de Luc devait être illustré, non par le portrait de l'évangéliste, mais peut-être par l'envoi de l'archange Gabriel à Marie en présence de l'assemblée du ciel. Une telle scène est représentée dans un ancien livre d'heures par l'enlumineur anonyme appelé Maître de Jacques de Luxembourg. Les livres d'heures comportaient généralement la prière à la Vierge Obsecro te illustrée d'une représentation de la Vierge à l'Enfant entourée d'anges. Les Heures d'Adélaïde de Savoie possèdent une telle miniature, œuvre d'un artiste collaborateur du Maître d'Adélaïde de Savoie, fortement influencé par Fouquet. L'hymne de prime des heures du Saint-Esprit évoque l'apparition du Christ aux apôtres réunis au cénacle. Un manuscrit de la Fleur des histoires de Jean Mansel illustré par un peintre empruntant plusieurs compositions à Fouquet contient une telle scène très rare. Sexte des heures de la Croix, absente ici encore une fois, représente traditionnellement la mise en croix. Deux livres d'heures, originaires de l'ouest de la France et montrant des influences fouquettiennes possèdent une telle miniature. Les rares manuscrits possédant une miniature pour chaque heure du Saint-Esprit représentent généralement à cette époque pour sexte les apôtres prêchant l'évangile dans un paysage. C'est le cas des Heures de Prigent de Coëtivy peintes par le Maître de Dunois vers 1443-1450. Les suffrages des saints pouvaient quant à eux comporter des miniatures illustrant des prières consacrées à plusieurs saints difficiles à déterminer : peut-être s'agissait-il de saint Jérôme, saint Laurent, saint Christophe et saint Sébastien mais il est impossible d'en déterminer la liste précise. Les Heures de Louis de Laval contiennent plusieurs miniatures de ce type peintes par un imitateur de Fouquet, dénommé par les historiens le Maître du Missel de Yale.

Miniatures qui ont pu être inspirées par des images disparues du livre d'heures
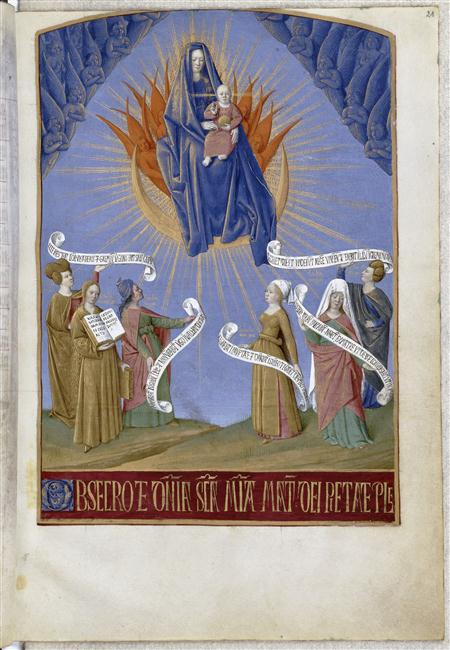
Miniature de l'Obsecro te, Heures d'Adélaïde de Savoie, musée Condé.
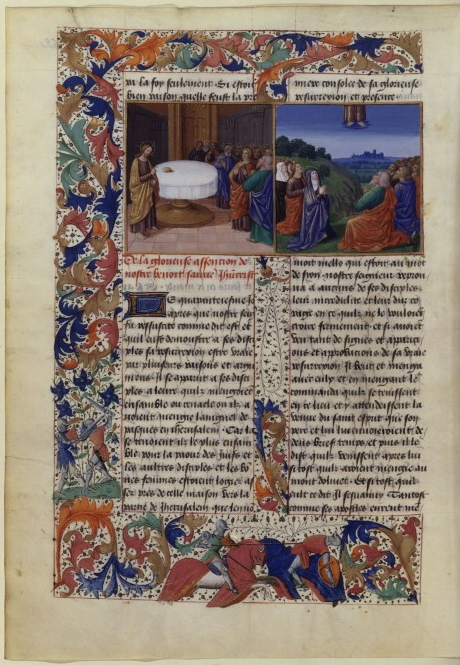
L'apparition du Christ au cénacle, Fleur des histoires, BNF.
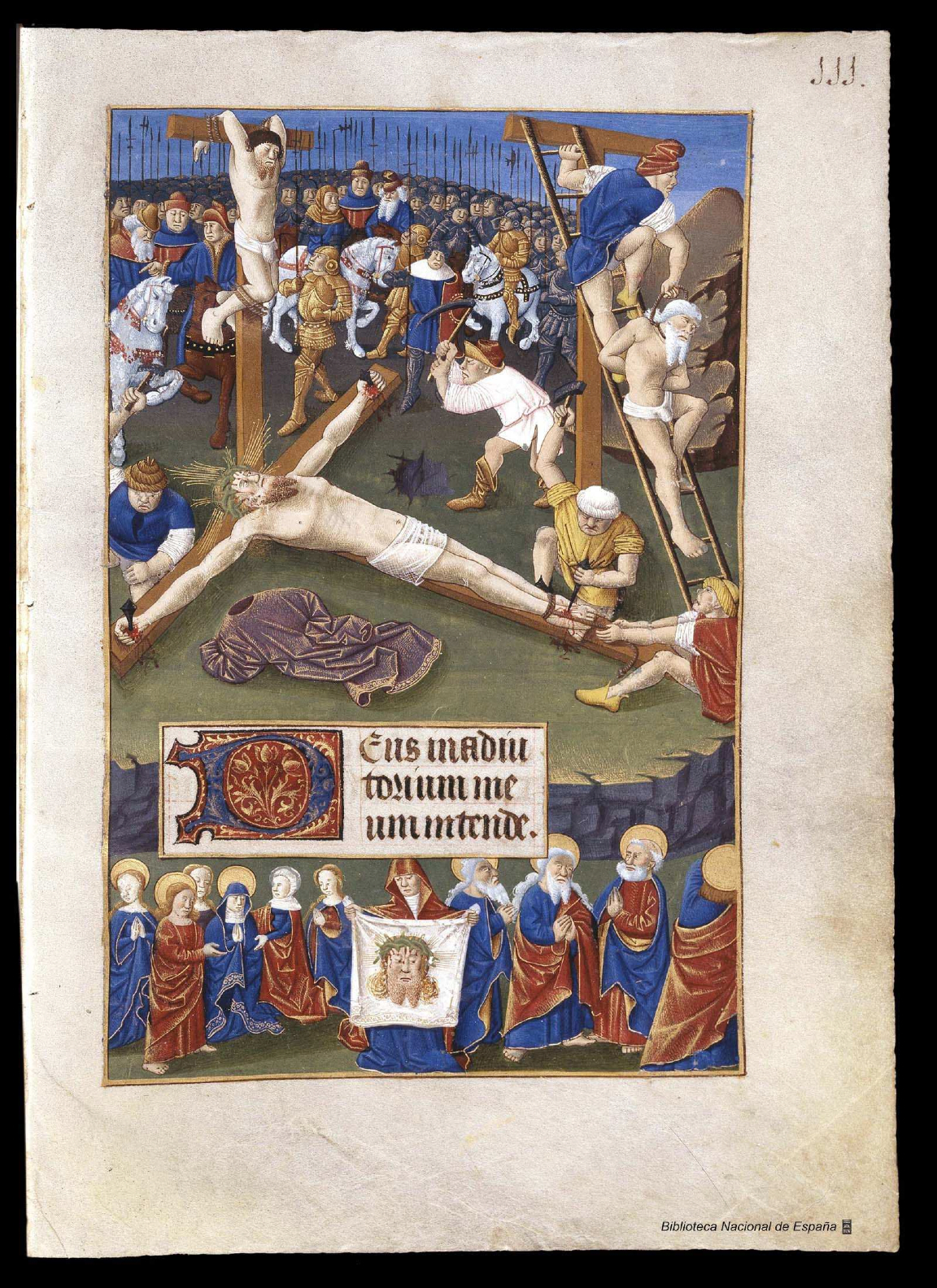
Mise en croix, Livre d'heures français, Bibliothèque nationale d'Espagne.
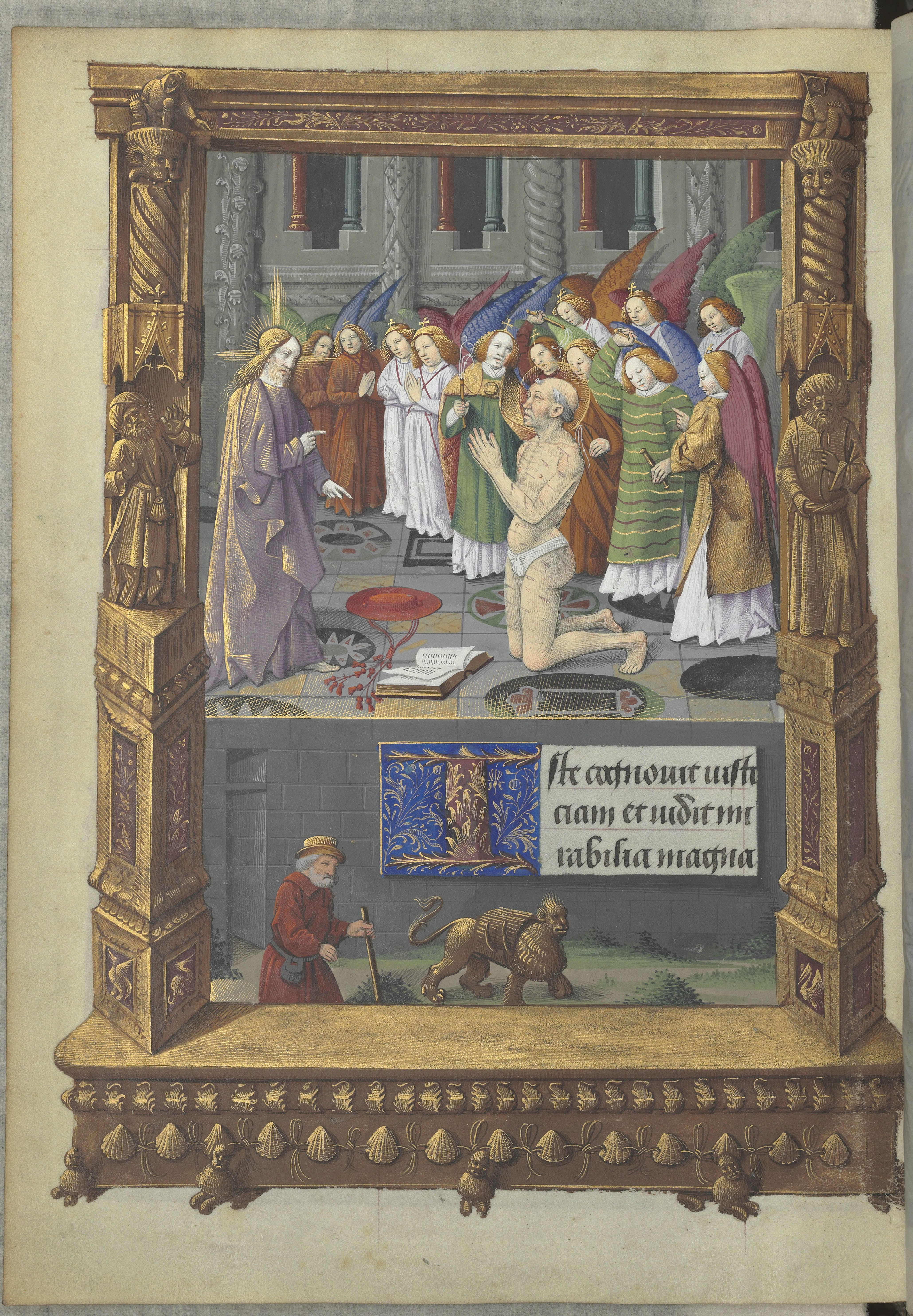
Saint Jérôme, Heures de Louis de Laval, BNF.

## Analyse des miniatures

### Sources d'inspiration

#### Les textes
Fouquet ne se contente pas de reprendre une tradition iconographique, mais la réinterprète toujours et tout d'abord en fonction du texte qu'il illustre. Il revient au plus près du texte de chaque heure qu'il doit illustrer. Par exemple, dans les heures de la Croix, au lieu de représenter la traditionnelle mise au tombeau pour les complies, il décide de représenter plus particulièrement l'embaumement du Christ qui est évoqué spécifiquement par l'hymne de cette heure liturgique. Son interprétation du texte est tellement proche que lorsque l'hymne illustrée est à la première personne, des personnages contemporains sont représentés en prière dans l'image (comme dans L'Illumination des fidèles par le Saint-Esprit) ; ou bien il décide de représenter Étienne Chevalier lui-même, comme dans L'Embaumement du Christ. Quand le texte des heures n'est pas suffisamment explicite ou inspirant, il doit se tourner vers d'autres textes chrétiens classiques de son époque. Il reprend parfois le texte des évangiles, notamment pour les illustrer en début d'ouvrage, sans se contenter d'un simple portrait des évangélistes comme c'était alors l'habitude (exception faite de l'extrait d'évangile de Jean). Il choisit pour chacun un passage qui ne se trouve pas dans un autre évangile : l'Adoration des Mages pour Matthieu, l’Ascension pour saint Marc (très rare dans un livre d'heures). Pour les vies de saints dans les suffrages, quand c'est nécessaire, c'est-à-dire quand le texte à illustrer n'est pas suffisamment parlant, il a recours aux vies décrites dans La Légende dorée de Jacques de Voragine : c'est le cas, par exemple, pour saint André, saint Martin, saint Nicolas, saint Hilaire, sainte Catherine d'Alexandrie. Dans ces cinq cas, cela lui donne matière à composer de petites scènes complémentaires situées en bas de la grande miniature. Une autre source est utilisée à plusieurs reprises : les Méditations sur la vie du Christ, un traité mystique du XIIIe siècle attribué par erreur à saint Bonaventure. Il utilise cette source pour de petits détails : le cachot situé sous la scène principale de Jésus devant Pilate, les deux échelles de la Descente de Croix, la présence de saint Martial à la Cène par exemple,.

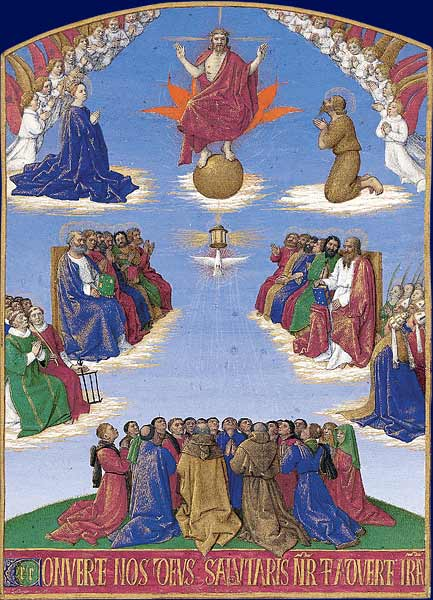
L'Illumination des fidèles par le Saint-Esprit.
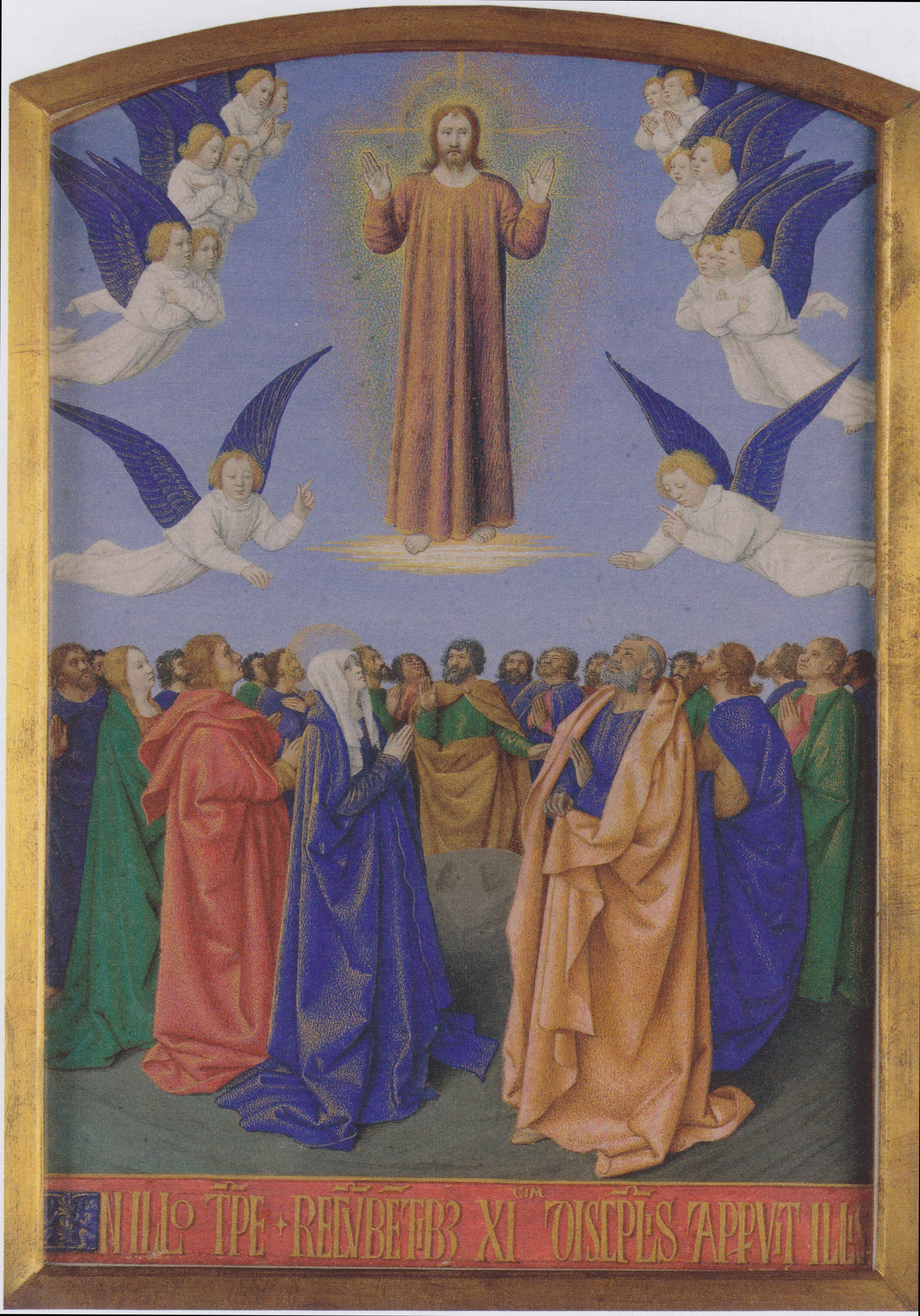
L'Ascension.
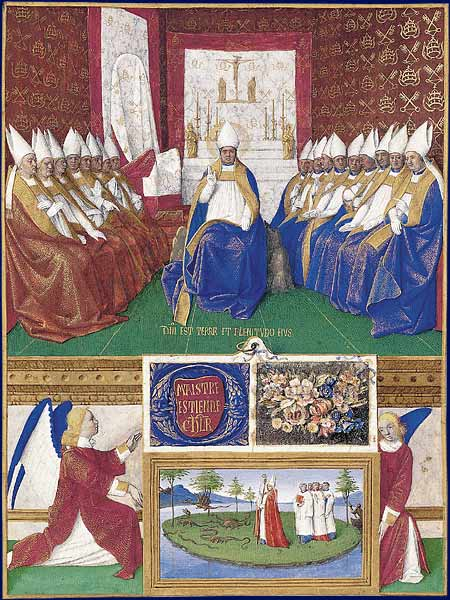
Saint Hilaire au concile.
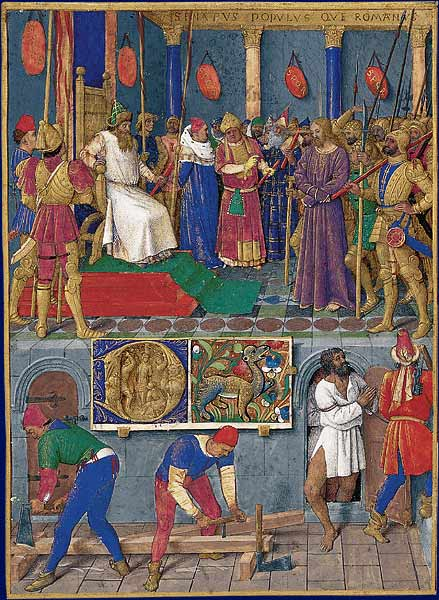
Jésus devant Pilate.

#### Les Mystères?

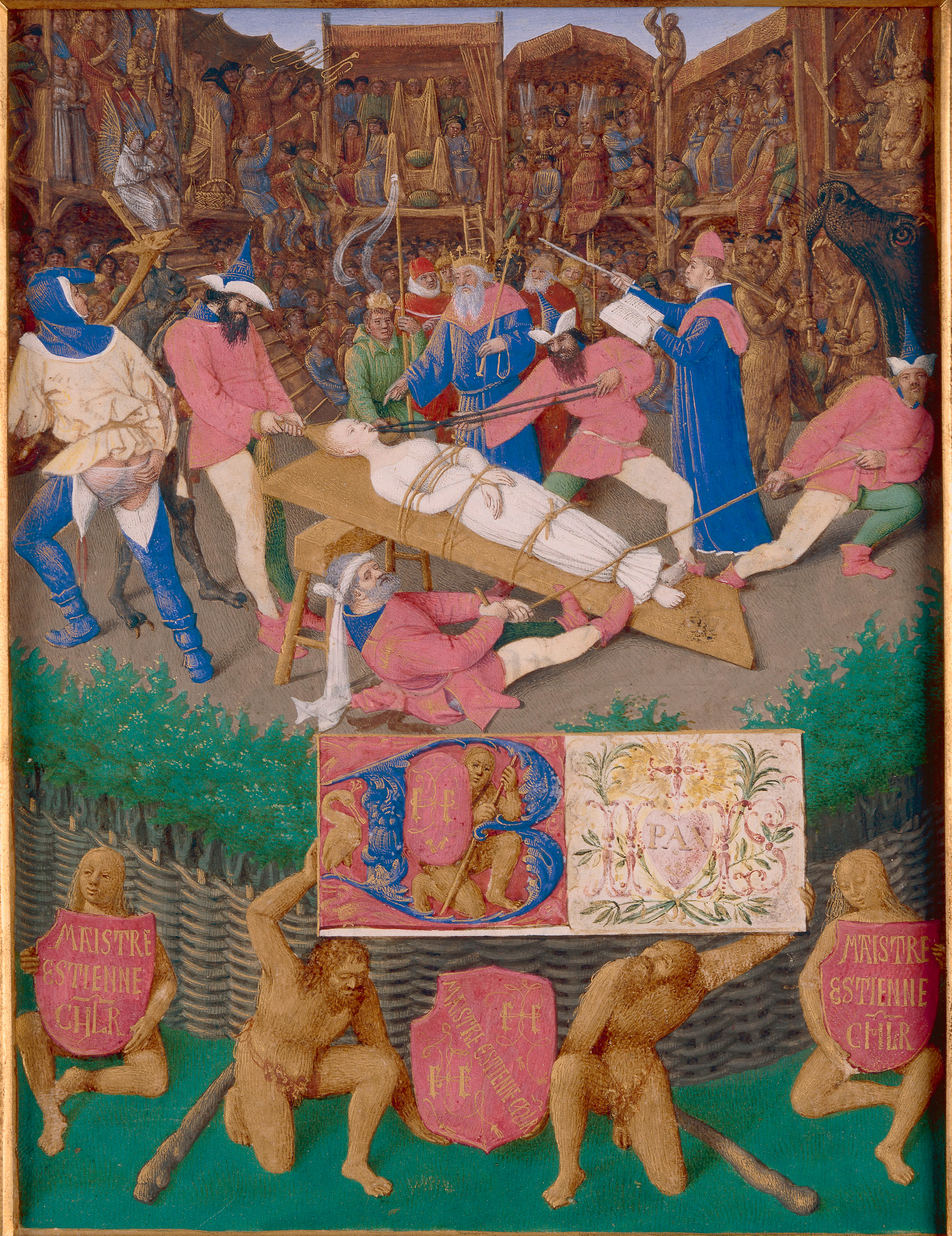
Le Martyre de sainte Apolline.

Certains auteurs, ont émis l'hypothèse que Jean Fouquet s'est inspiré des mystères, ces pièces de théâtre religieuses du Moyen Âge. La miniature du Martyre de sainte Apolline met en effet en scène le martyre de la jeune vierge au milieu d'une représentation théâtrale. Tandis que ses bourreaux lui arrachent les dents et lui tirent les cheveux, le public d'un théâtre placé sur des échafauds de bois assiste à la scène. Un personnage habillé de bleu tient dans la main une baguette qu'il dirige vers des musiciens et tenant dans ses mains un livre de conduite de la pièce. À moins qu'il ne s'agisse d'un poète narrateur lisant un texte joué par des mimes, comme dans le théâtre latin. Ces auteurs ont tenté de voir dans d'autres compositions des Heures une influence des mystères, mais sans se fonder sur aucune source. De nombreux mystères réutilisaient des histoires évoquées dans La Légende dorée mais l'inspiration de Fouquet semble venir directement du texte et non d'une interprétation théâtrale inconnue aujourd'hui. Par ailleurs, un des rares documents sur Fouquet signale qu'il a été payé par la ville de Tours pour la décoration de scènes de mystères à l'occasion du passage du roi Louis XI dans la ville en 1461. Cependant, ces mystères ici mentionnés sont de simples tableaux vivants et non des mystères complets. Il n'a donc pas mis en scène des pièces de théâtre comme on a pu l'interpréter.

#### L'enluminure française
Les miniatures des Heures d'Étienne Chevalier ne sont pas inspirées par d'autres artistes français contemporains de Fouquet, ni même d'autres artistes plus anciens qui auraient pu participer à sa formation. Il faut remonter au début du XVe siècle pour trouver des sources possibles dans l'enluminure française, notamment chez les frères de Limbourg et le Maître de Boucicaut. Aux premiers, il emprunte des figures et des attitudes de personnages expressifs, notamment dans les Belles Heures de Jean de Berry comme l'un des bourreaux de la mise en croix ou certains personnages secondaires de la Déploration du Christ. Le dernier a influencé l'enluminure de l'ouest de la France et des bords de la Loire et par ailleurs, Fouquet a été en contact direct avec ses manuscrits. Il a en effet repeint le monogramme d'Étienne Chevalier dans un livre d'heures qui a été exécuté par le Maître de Boucicaut vers 1415-1420 et appelé depuis Petites Heures d'Étienne Chevalier. Fouquet a sans doute aussi été au contact du Livre d'heures de Jean de Boucicaut dont il emprunte plusieurs compositions, comme l'Annonciation et la Pentecôte dans une église, ou encore David en prière au sein d'un paysage surplombé par un Dieu le Père en gloire.

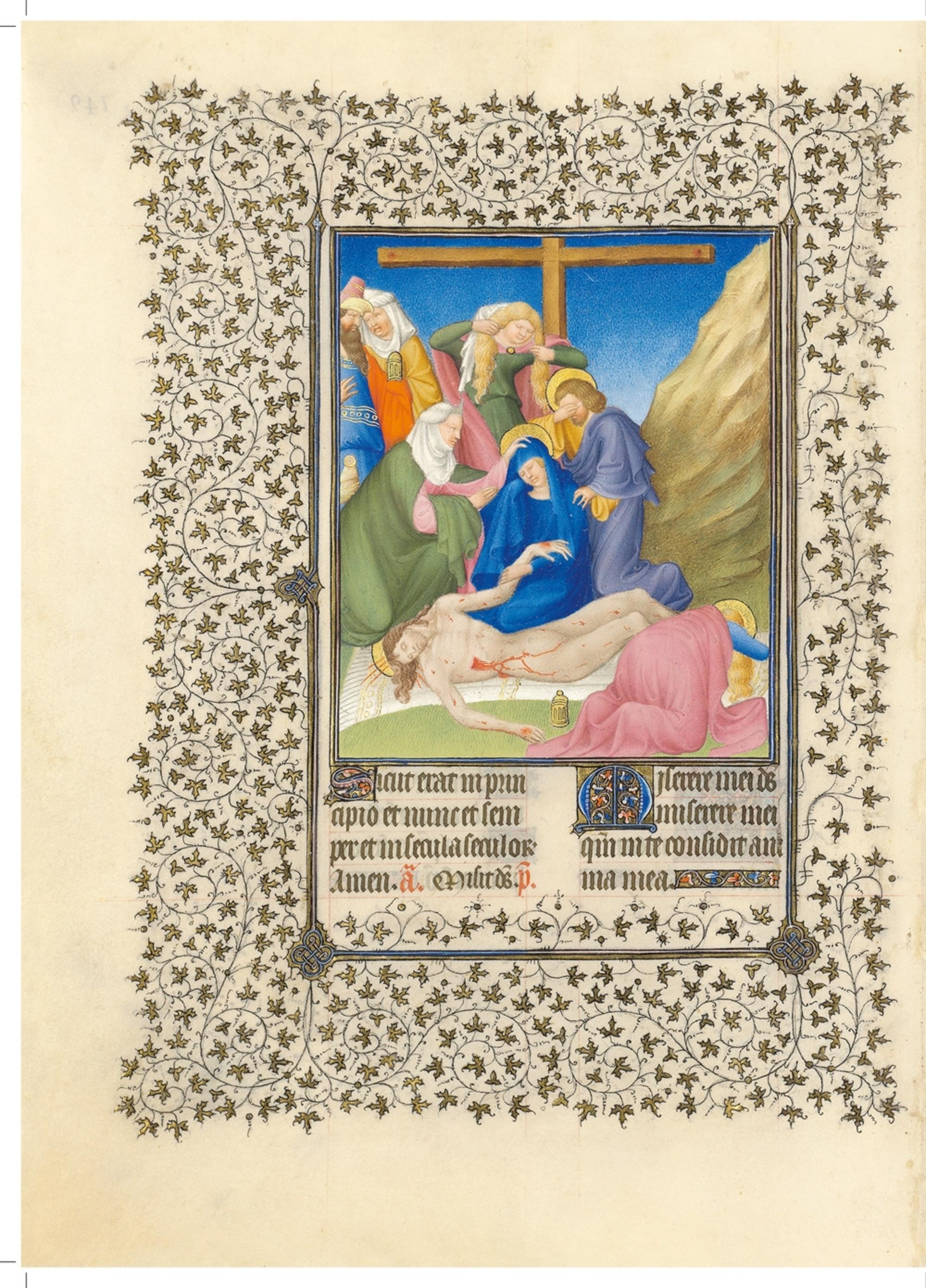
Déploration du Christ, Les Belles Heures du duc de Berry.
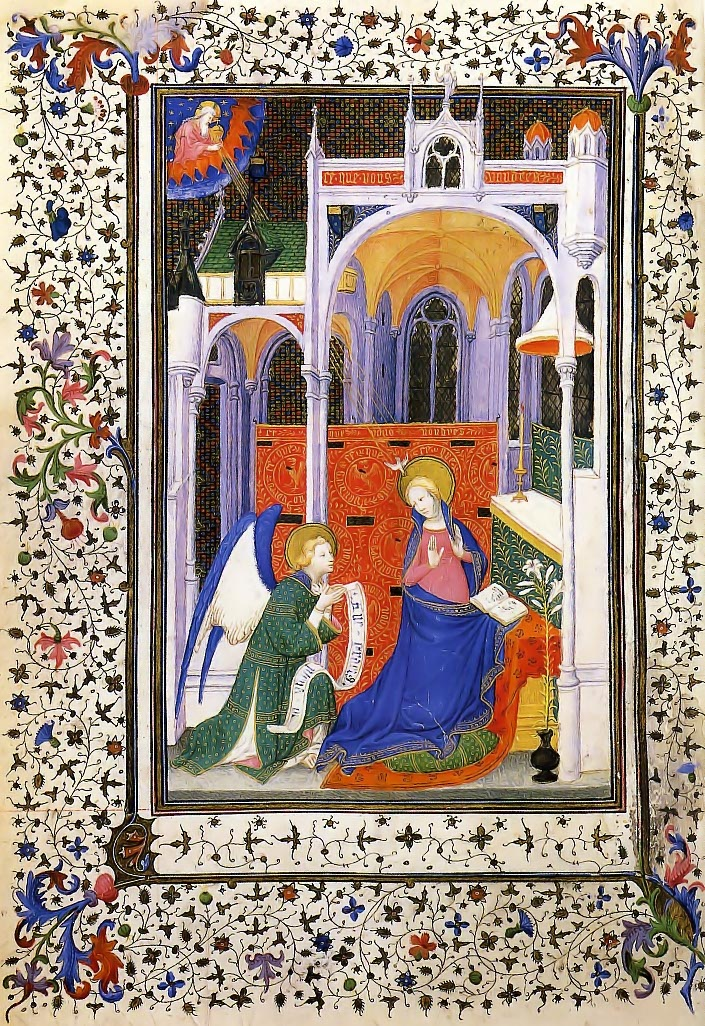
Annonciation, Livre d'heures de Jean de Boucicaut.
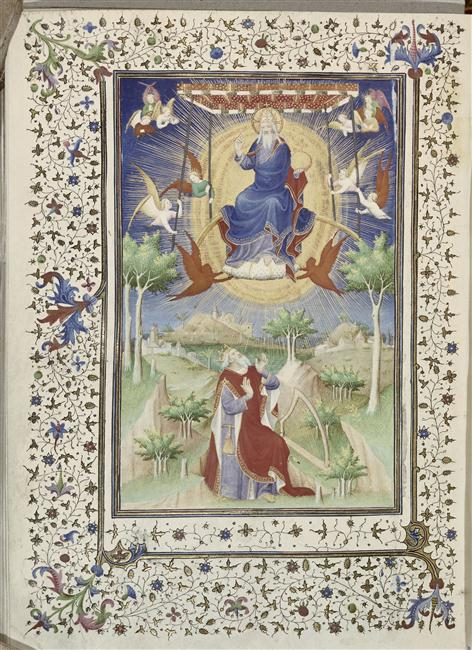
David en prière, Heures de Boucicaut.

#### Les primitifs flamands
L'influence de l'art flamand sur Fouquet est généralement reconnue par les historiens de l'art mais reste subtile dans les miniatures des Heures Chevalier car plus difficile à déceler que dans la peinture sur panneau. Il peut arriver ponctuellement que les attitudes de certains personnages soient reprises. C'est le cas dans la miniature de l'Annonciation dans laquelle l'ange et la Vierge prennent une position similaire à ceux du Triptyque de Mérode mais de manière totalement inversée. Fouquet utilise beaucoup plus fréquemment la composition en plateau, inventée par Jan van Eyck, qui présente un arrière-plan très long derrière la scène principale permettant de glisser un paysage derrière des personnages de grande dimension, comme le Christ en croix. Fouquet reprend justement cette composition dans ses miniatures mettant en scène la croix. Dans la miniature de la Crucifixion, selon François Avril, le peintre ne se serait pas contenté de reprendre la perspective, mais aussi la disposition des personnages et de leurs chevaux en contrebas, qui rappellent ceux du Diptyque de la Crucifixion et du Jugement dernier. Se retrouvent dans les miniatures de Fouquet, par ailleurs, à plusieurs reprises, le même attachement que les peintres flamands au rendu des matières, leur réalisme de la représentation des intérieurs domestiques ou des objets de la vie quotidienne (comme au pied du Portement de croix). Enfin, on y retrouve leur utilisation du clair-obscur et des jeux d'ombre.

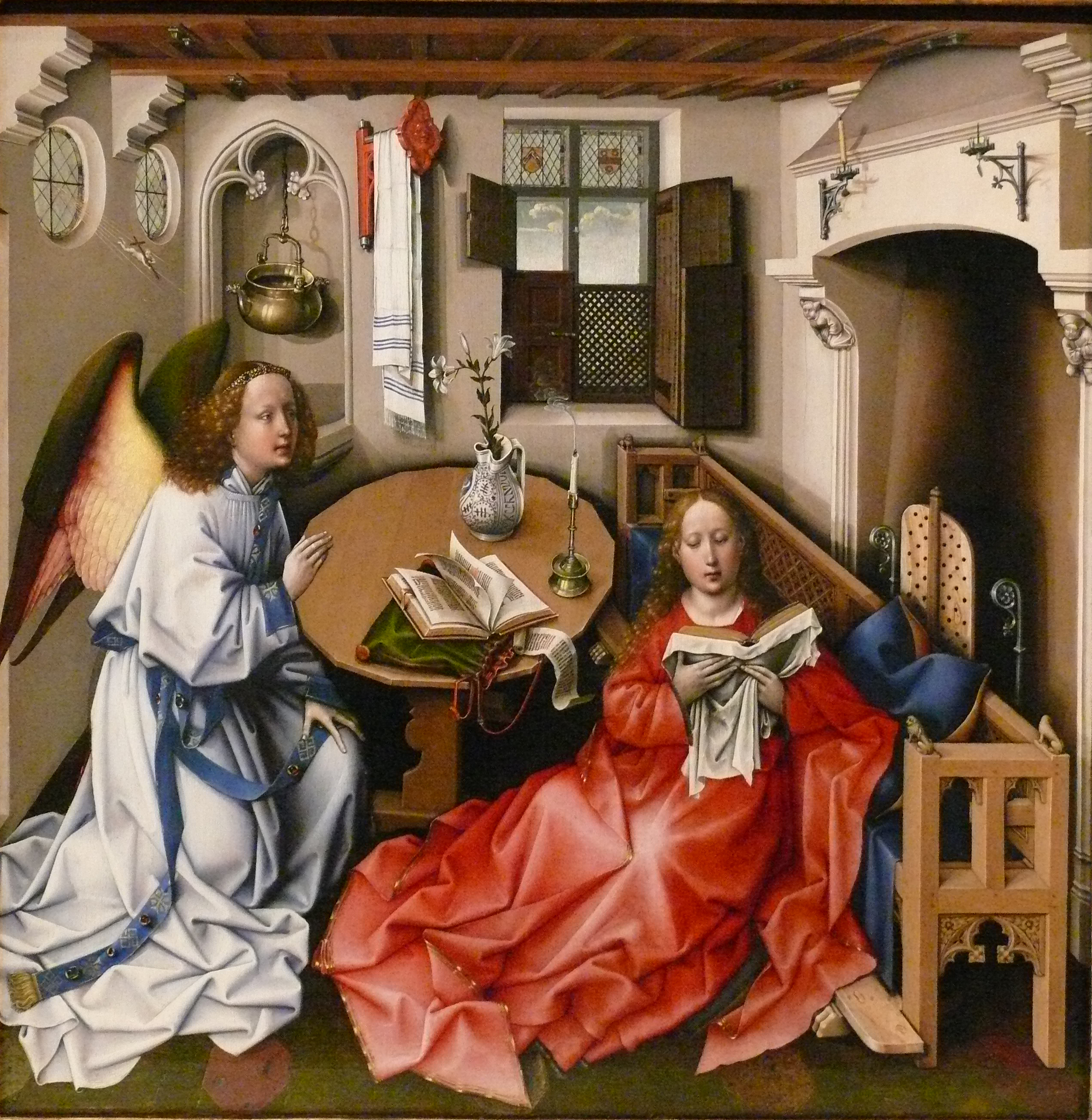
Panneau central du Triptyque de Mérode, Metropolitan Museum of Art.
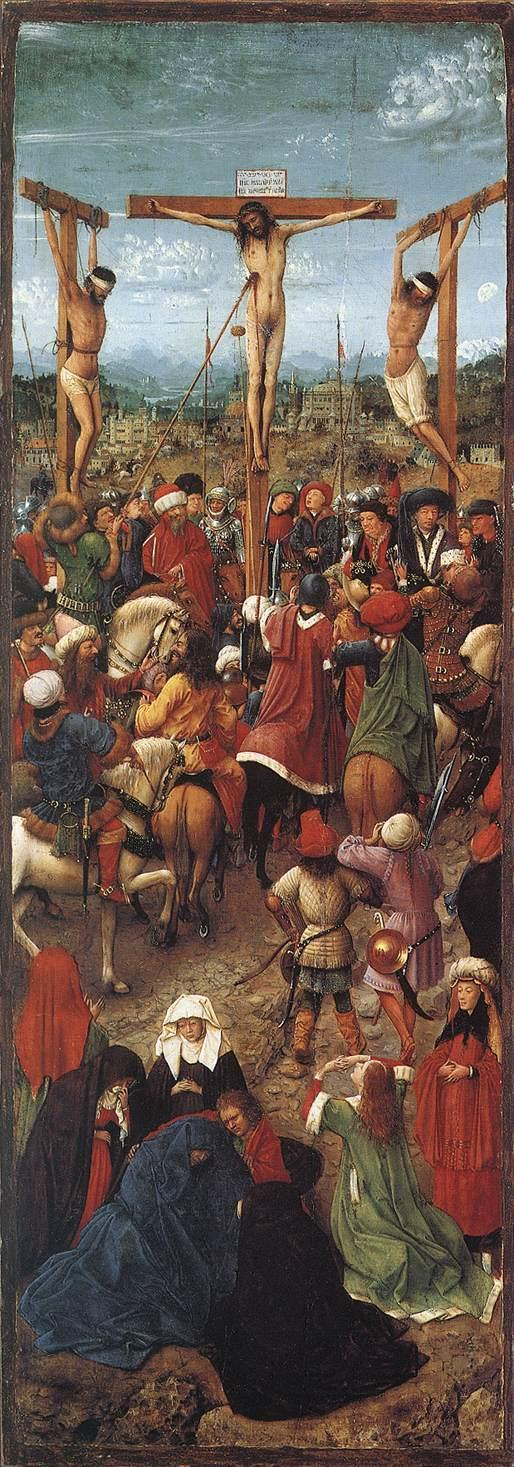
Crucifixion du Diptyque de la Crucifixion et du Jugement dernier de Jan van Eyck.
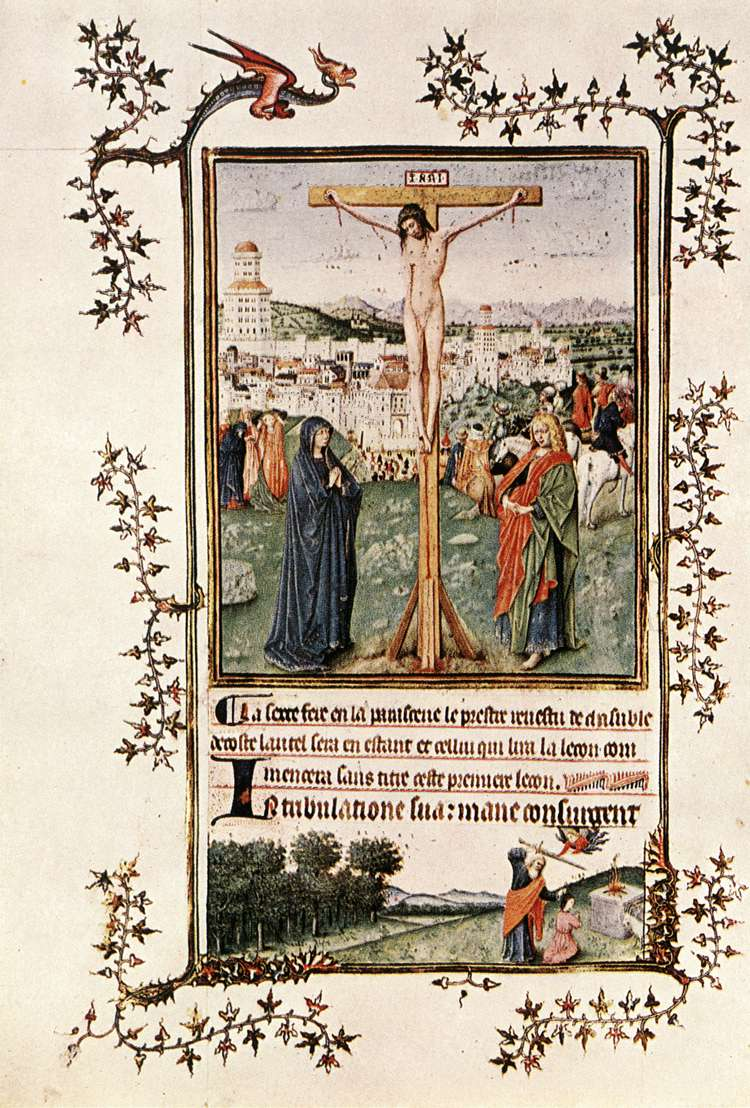
Crucifixion des Heures Turin-Milan avec une composition en plateau, d'après Jan van Eyck.
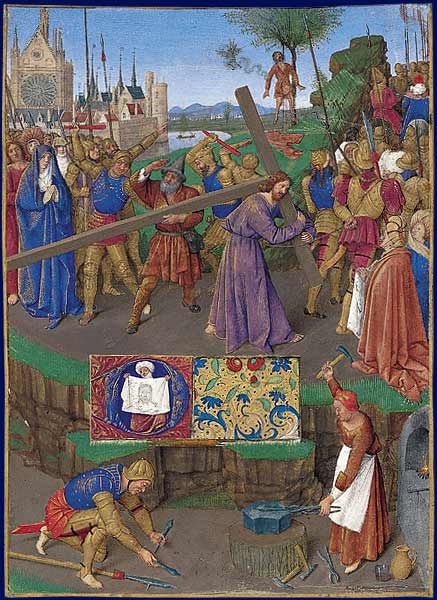
Le Portement de croix.

#### La Renaissance italienne
Fouquet effectue un voyage en Italie entre 1443 et 1447 à l'occasion duquel il peint à Rome un portrait du pape Eugène IV aujourd'hui disparu. Il a ainsi pu être confronté à l'art de la Renaissance italienne présent à Rome mais aussi peut-être à Florence, si on en juge par l'influence de l'art florentin sur son œuvre. Des décorations sculptées issues de la Renaissance florentine, notamment chez Donatello, se retrouvent dans plusieurs miniatures du livre d'heures : des coquilles, des pilastres, des corniches, mais aussi des putti. Ces éléments architecturaux contribuent à structurer la perspective des scènes comme la Visitation, par exemple chez Fra Angelico. Dans les miniatures de Saint Jean pendant la Cène ou du Martyre de saint Jacques, il incorpore en bas de page de petites scènes représentées comme des bas-reliefs dorés qui rappellent les bronzes dorés de Lorenzo Ghiberti. Il s'inspire aussi de certains personnages de Masaccio, notamment pour les personnages d'apôtres de l’Ascension ou des Funérailles de la Vierge, qui rappellent ceux de la Chapelle Brancacci de Florence. Il lui arrive enfin de reprendre des compositions spécifiquement italiennes, telles que la Crucifixion qui reprend à la fois la disposition des crucifiés de la Crucifixion et saints peinte par Fra Angelico pour l'ancienne salle capitulaire du Couvent San Marco de Florence, mais aussi peut-être les personnages du bas d'une autre crucifixion peinte pour l'oratoire Saint-Georges de Padoue par Altichiero da Zevio. Fouquet semble en effet s'être autant inspiré des compositions du Trecento que du Quattrocento. Ainsi sa Crucifixion de saint Pierre est pour partie reprise du Triptyque Stefaneschi de Giotto di Bondone et la Visitation d'une fresque du même peintre dans l'église de l'Arena de Padoue. À chaque fois, il ne se contente pas d'une simple imitation mais il adapte totalement ces modèles à sa propre tradition française.

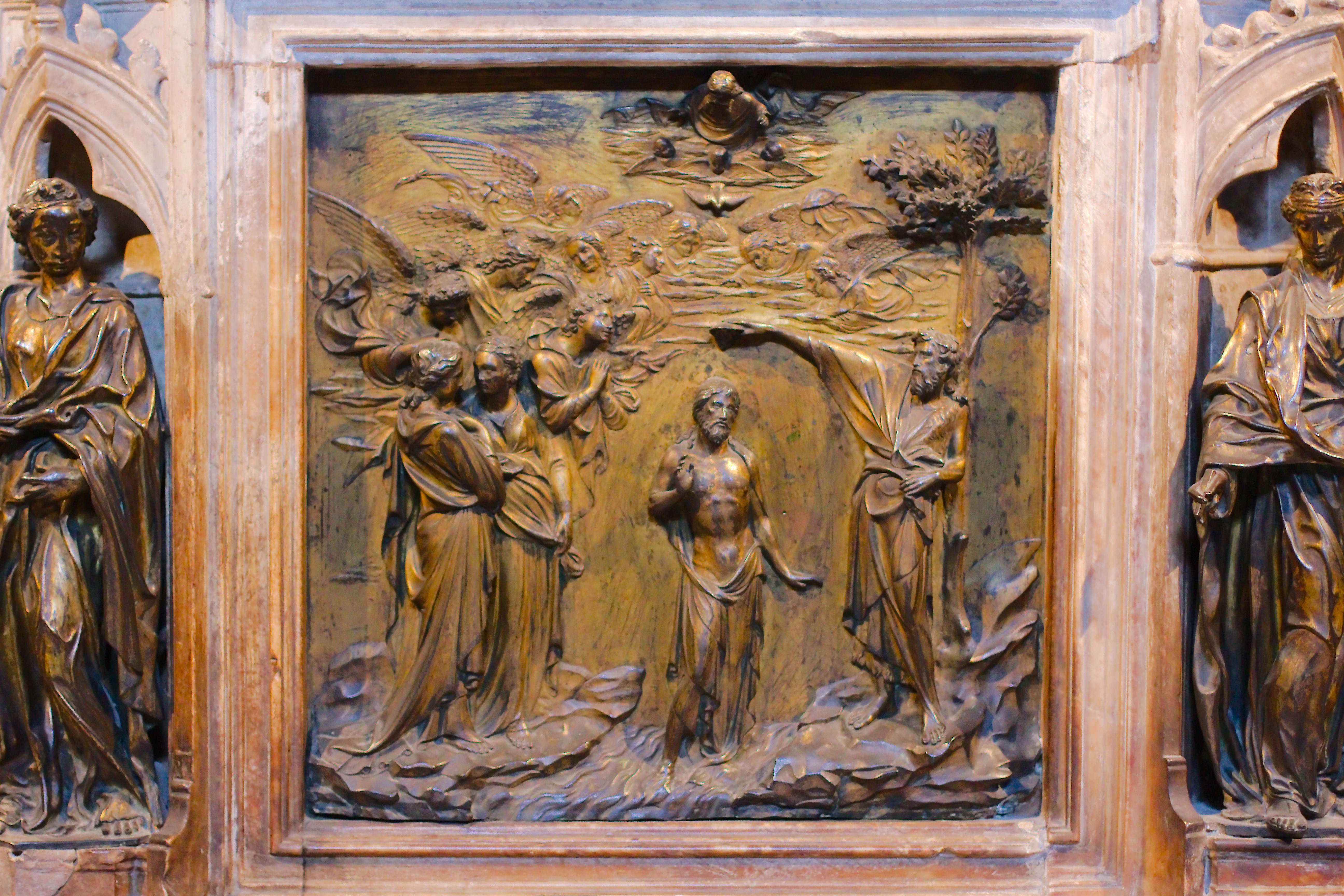
Le Baptême du Christ, bas-relief en bronze de Lorenzo Ghiberti, baptistère San Giovanni (Sienne).
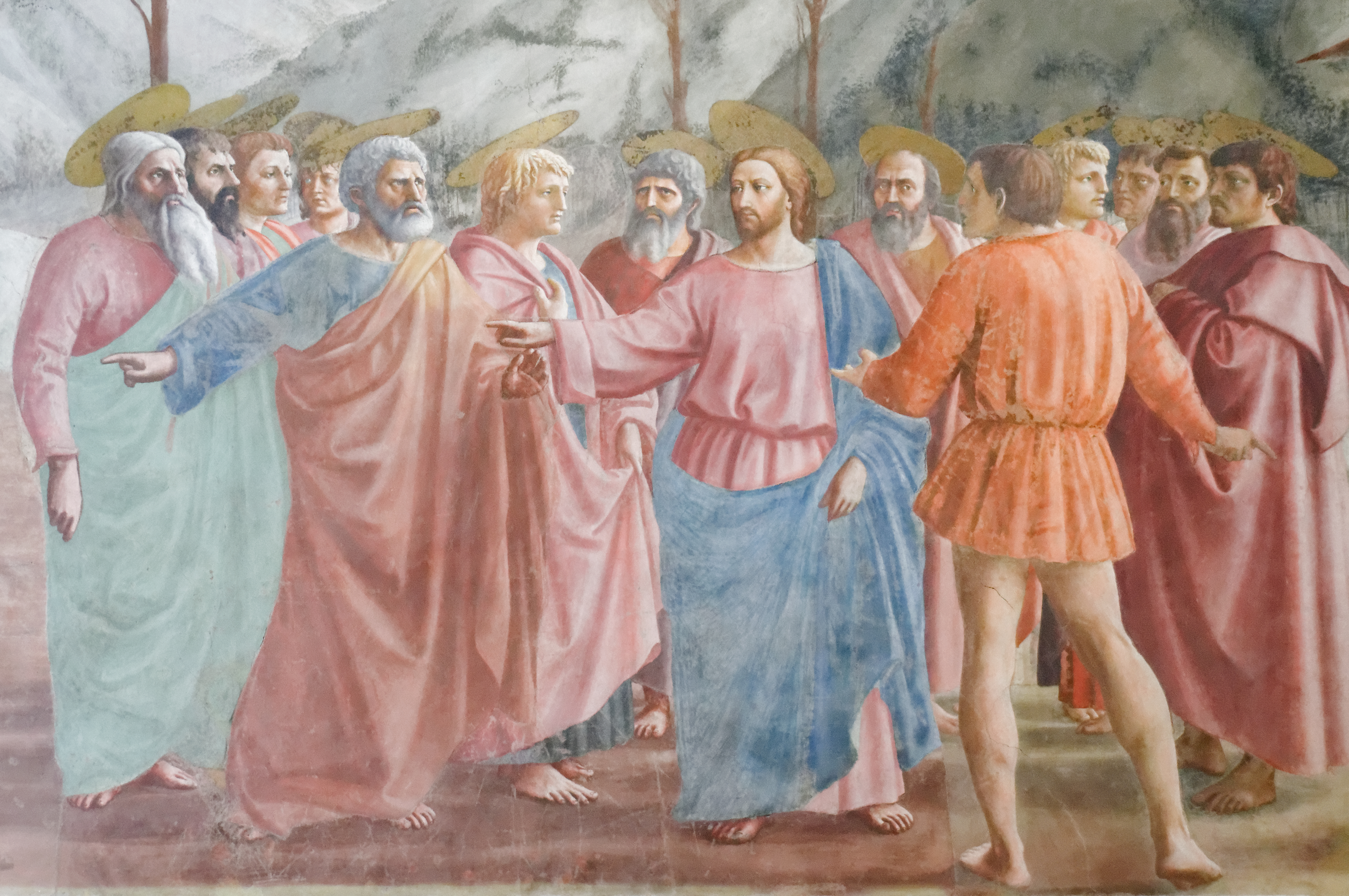
Le Paiement du tribut, fresque de Masaccio, chapelle Brancacci, Florence.
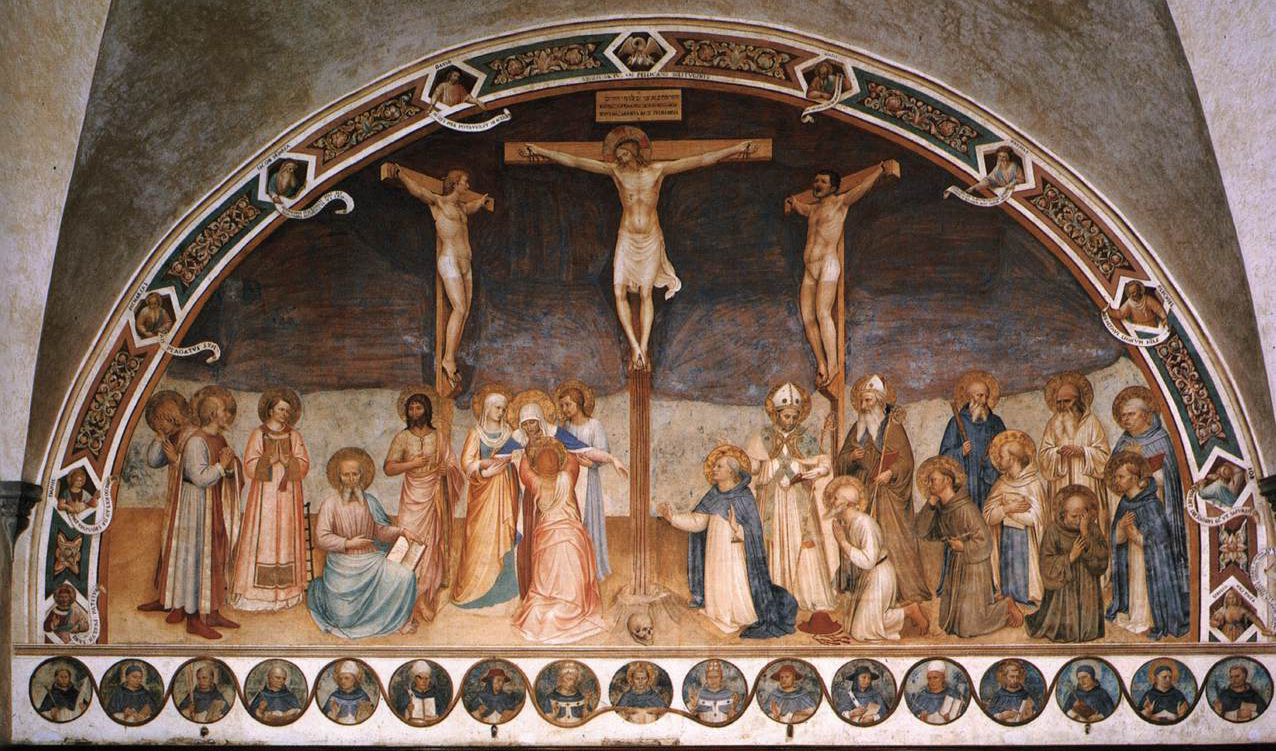
Crucifixion, fresque de Fra Angelico, couvent San Marco, Florence.
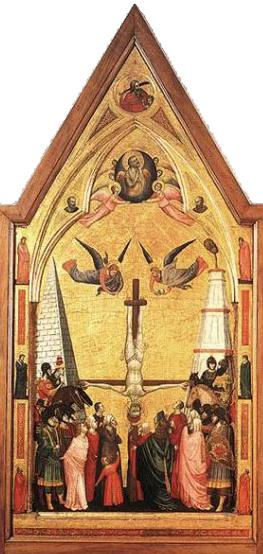
Crucifixion de saint Pierre, panneau du Triptyque Stefaneschi de Giotto di Bondone.

### Composition et technique picturale

#### Des miniatures en pleine page
Pour la première fois, Jean Fouquet utilise la totalité de la page pour y déployer toute l'illustration. Les miniatures ne se retrouvent plus cantonnées à une lettrine ou à un fragment de folio entouré d'une large bordure, mais elles transforment la page en véritable tableau indépendant. Des miniatures en pleine page avaient déjà été peintes précédemment mais soit la miniature conservait une bordure, soit elle ne comportait aucun texte. Pour la première fois, le peintre réussit à conserver le texte par deux moyens différents. Dans la première solution, qui concerne un peu plus de la moitié des miniatures, le texte introductif est réduit à une simple ligne en bas de page composée de grandes lettres capitales et d'abréviations de couleur or avec un fond rouge ou bleu. Fouquet est l'un des seuls à avoir utilisé ce type de texte dans la miniature du Moyen Âge. Dans la seconde solution, la lettrine et les premières lignes du texte se retrouvent incorporées dans la miniature au sein d'un cadre. Ce cadre est intégré dans l'espace de la miniature sous la forme d'un cartouche qui lui est réservé dans la partie basse du feuillet. Ce type de mise en page avait déjà été utilisé par le Maître de la Mazarine ou le Maître de Bedford. Mais contrairement à ces derniers, Fouquet utilise ce cartouche pour l'intégrer à la scène représentée, sous la forme d'un élément architectural. Ce cartouche peut être par exemple soutenu par des anges, des putti ou des hommes sauvages. Les éléments présents autour et sous le cartouche participent à la perspective et à la composition de la scène globale,. Seule la miniature de La Lapidation de saint Étienne contient un bas de page sans aucun lien avec le reste de la miniature principale, à tel point qu'on a cru que cette partie avait été recouverte a posteriori ou laissée inachevée et n'était pas de la main de Fouquet. Cette partie, largement recouverte d'un bandeau floral entourant des personnages en camaïeu d'or, est pourtant bien de la main du maître selon les dernières études. Il pourrait s'agir par contre d'une miniature plus ancienne. Sainte Marguerite et Olibrius, dont on ne conserve que la partie haute, a été un temps vue comme une miniature faite sur le même modèle. Mais, selon Nicole Reynaud, le liséré d'or qui l'entoure est moderne et coupe artificiellement la robe d'une des jeunes filles, ce qui indique que la composition continuait plus bas.

Les trois grands types de miniatures du manuscrit
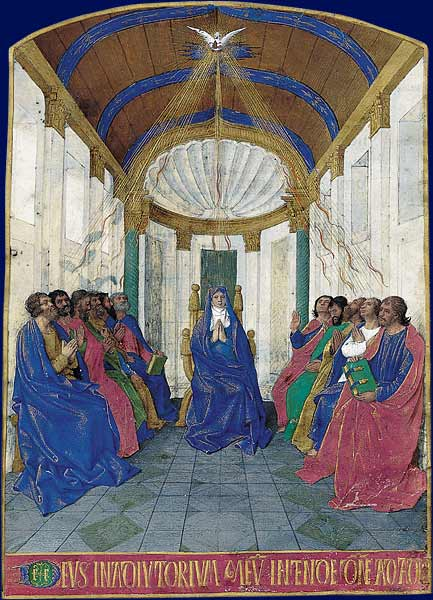
La Pentecôte, le texte est inscrit en lettre capitale d'or dans un bandeau à fond rouge, en bas de la miniature.
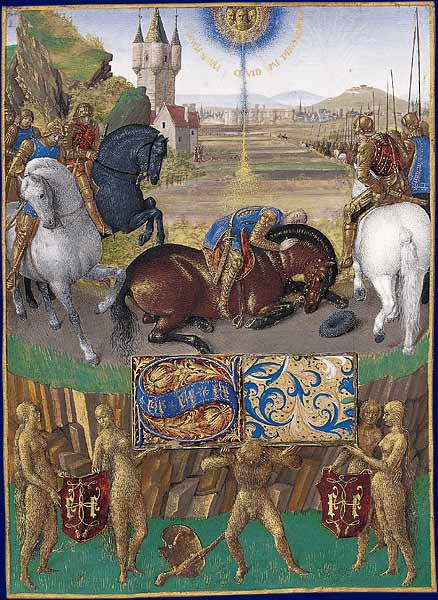
La Conversion de Saint Paul, la lettrine « S » et le début du texte (désormais masqué) sont intégrés dans l'espace inférieur, portée par des hommes sauvages.
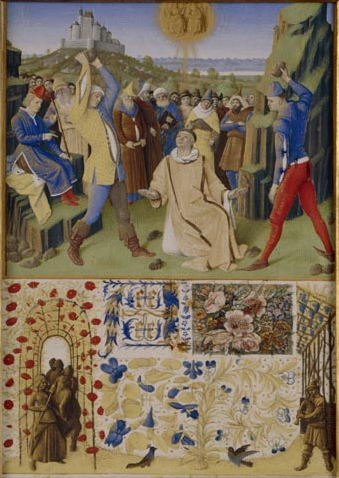
La Lapidation de saint Étienne, avec un bandeau de décor floral en bas de page.

#### Perspectives et géométrie
Fouquet s'est sans doute imprégné des principes de perspective édictés par Leon Battista Alberti qu'il a peut-être rencontré à Rome. Plusieurs miniatures appliquent son principe de la perspective frontale centrée, comme La Consécration de saint Nicolas, centrée sur les mains jointes du saint ou L'Annonciation, centrée sur les tables de la Loi portée par une statue de Moïse dans un retable au fond de la scène. Mais d'autres miniatures comportent des perspectives plus empiriques qui se retrouvent chez les primitifs flamands, comme le double point de fuite. C'est le cas de La Pentecôte avec un point haut centré sur la tête de la Vierge et un point bas sur ses mains, et parfois ces deux points s'entrecroisent comme dans Le Couronnement de la Vierge qui offre un point de focalisation sur la tête de Dieu le père et sur la tête du Christ. On rencontre aussi un point de fuite excentré comme dans Jésus devant Pilate, où il est placé sur le visage du Christ à la droite de l'image. Fouquet utilise par ailleurs la perspective bifocale ou oblique décrite comme « cornue » par Jean Pèlerin, un autre théoricien plus tardif de la peinture : elle lui permet de représenter plus facilement un cortège comme dans Saint Martin partageant son manteau ou dans Sainte Anne et les trois Marie. Enfin, il utilise une perspective très rare : la perspective curviligne. Dans ce dernier cas, qui se retrouve dans la Seconde Annonciation, dans la Présentation à la Vierge ou la Visitation, les lignes horizontales de la perspective ne sont plus droites mais courbes, s'adaptant beaucoup mieux à l'image rétinienne.

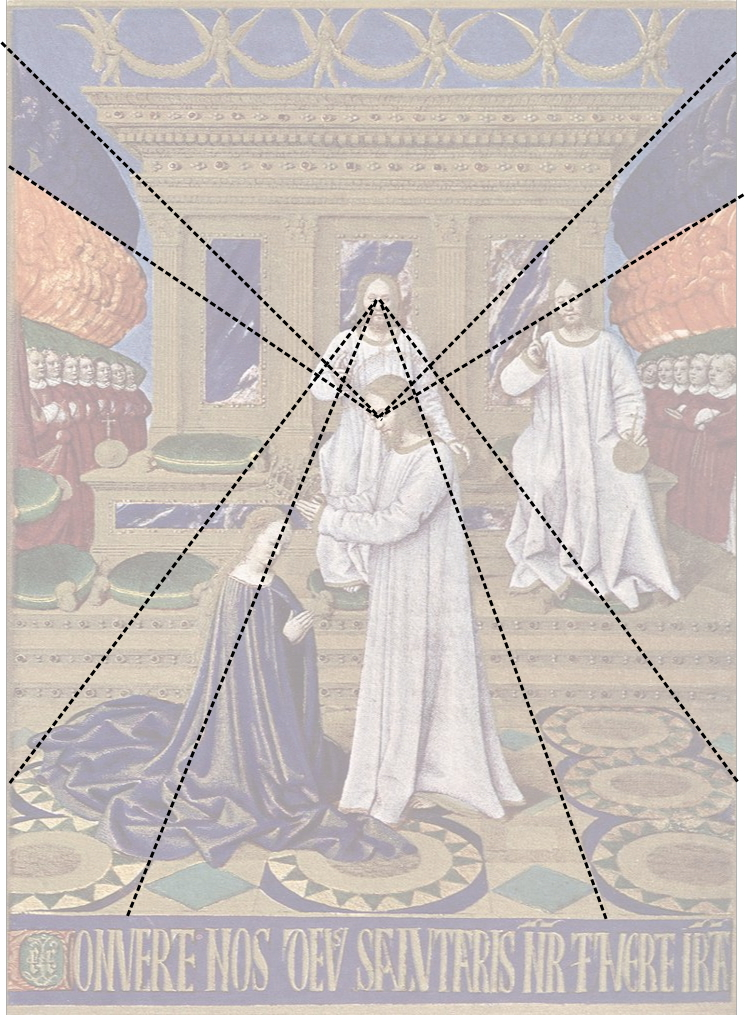
Composition à double point de fuite du Couronnement de la Vierge.
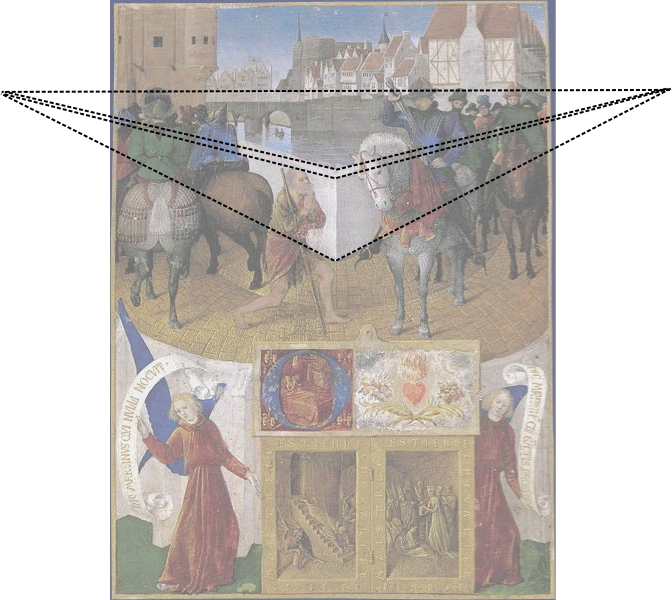
Composition de Saint Martin partageant son manteau en perspective bifocale.
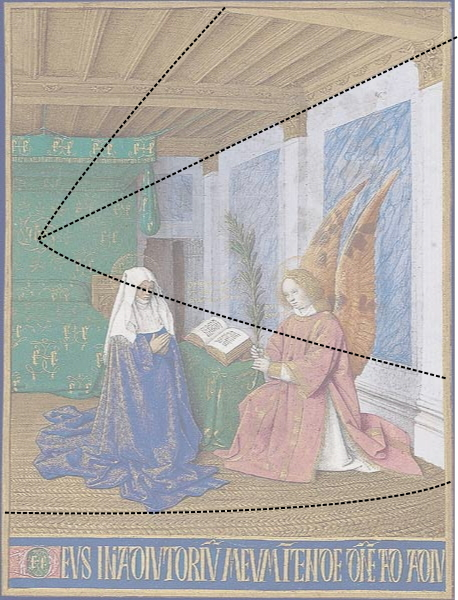
Composition en perspective curviligne de la Seconde Annonciation.

À travers un autre usage de la géométrie, Fouquet calcule les proportions de ses compositions en fonction du nombre d'or. Les personnages principaux de L'Annonciation, Saint Jean à Patmos ou encore Le Mariage de la Vierge s'inscrivent dans ou autour d'un pentagone régulier ou double pentagone inversé, inscrits dans un cercle et dont les dimensions sont calculées selon ce nombre d'or. Cette géométrie lui sert à équilibrer la disposition des personnages et met en valeur symboliquement un élément central de la miniature.

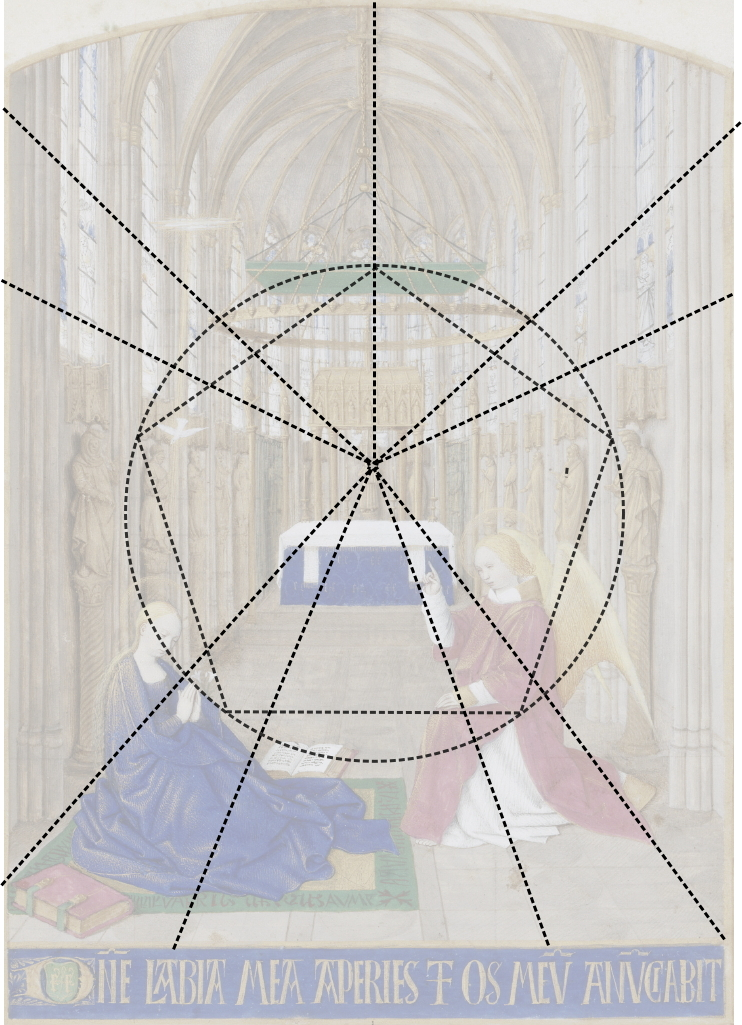
Composition de l'Annonciation en perspective frontale centrée et disposée autour d'un pentagone.
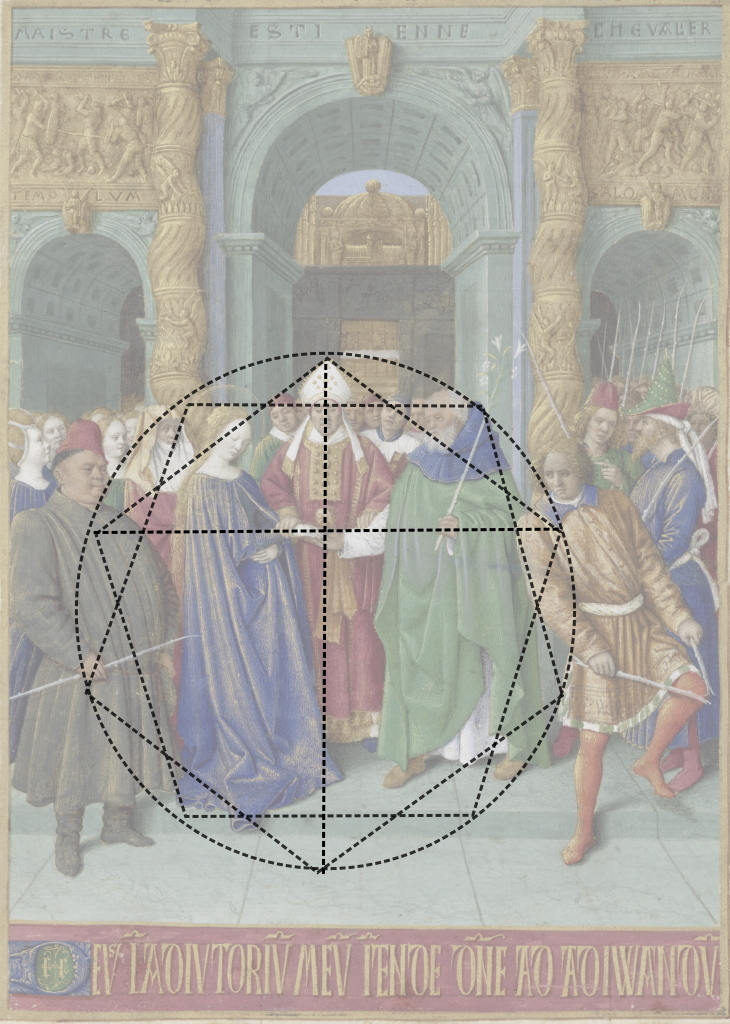
Mariage de la Vierge, composé autour d'un double pentagone inversé.

#### Technique picturale
Fouquet utilise essentiellement quatre couleurs majeures dans les miniatures : l'azur (fait de lapis-lazuli), le rose foncé (fait de bois de braise), le vert soutenu, couleur de l'herbe (malachite ou acétate de cuivre) et le blanc, qui vient du blanc de plomb. Les trois premières couleurs sont exaltées par l'usage du blanc dont le peintre fait un usage intense. Mais il utilise aussi de manière plus ponctuelle du jaune pâle, du brun clair, du vermillon sombre, du violacé ainsi que des hachures carmin sur fond jaune clair. Mais la couleur la plus remarquable est l'usage de l'or au pinceau. Il l'utilise tout d'abord en rehaut par hachure ou en pointillé pour rendre un modelé ou une forme lumineuse, permettant des rendus de matière très riches. Il l'utilise aussi en camaïeu d'or, technique qu'il a par ailleurs utilisée dans l'autoportrait du Diptyque de Melun : il s'agit d'une peinture entièrement réalisée à l'or sur un fond sombre. Il l'utilise pour représenter des foules en arrière-plan comme dans Le Martyre de Sainte Apolline ou dans la Toussaint, mais surtout pour réaliser les petites saynètes situées en bas de plusieurs miniatures de suffrages de saints sous la forme de plaques en relief ou de médaillons. Dans l'ensemble de la peinture des miniatures, Jean Fouquet applique sa matière par petites touches sèches permettant un rendu plus libre et plus vivant de la couleur que dans la peinture de tableau.

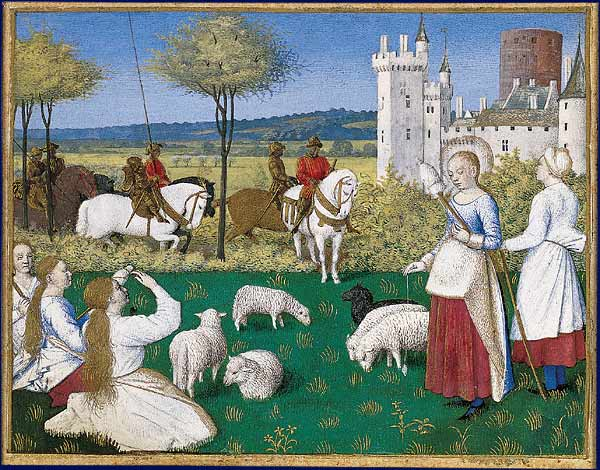
Sainte Marguerite et Olibrius : le vert de l'herbe, le rose foncé de la robe de Marguerite, le bleu du ciel et le blanc des tabliers, des visages et des chevaux.
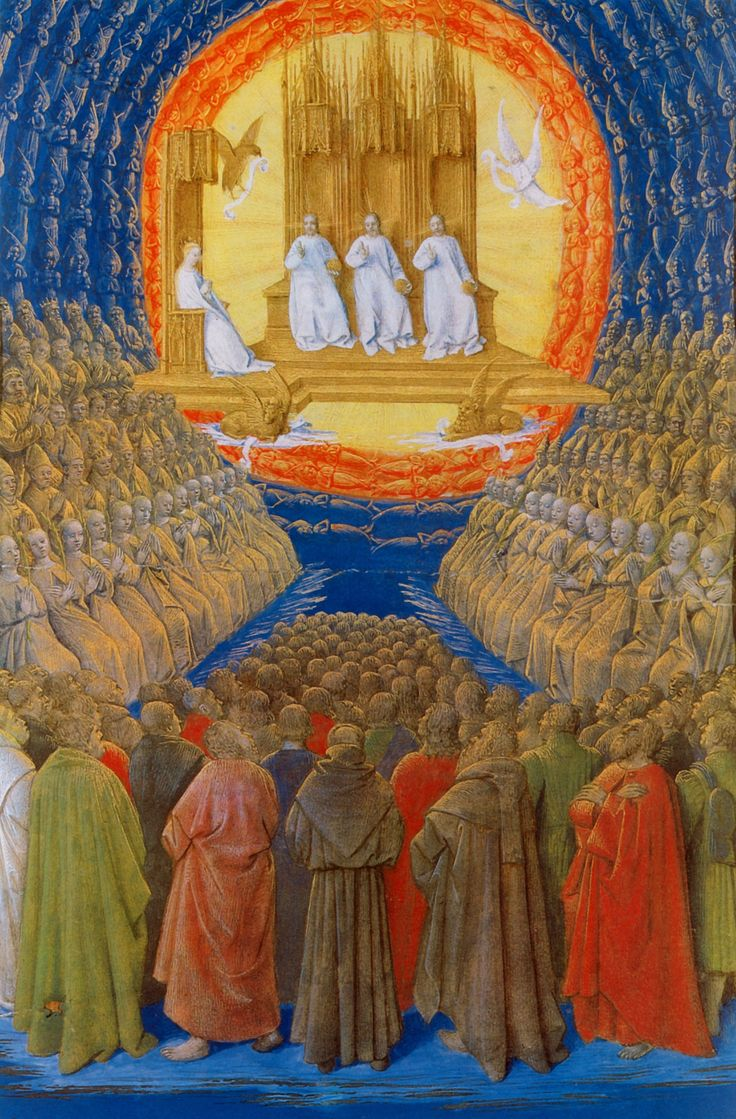
La Toussaint, avec l'assemblée des saints en camaïeu d'or.

### Une peinture réaliste?

#### Les paysages et vues de bâtiments
Jean Fouquet s'est ingénié à représenter un certain nombre de vues de paysages et de bâtiments qu'il connaissait. Ces représentations d'éléments contemporains ont pour but de rendre les scènes plus familières au lecteur et de le soutenir dans ses prières par des éléments facilement reconnaissables. Chevalier pourrait avoir commandé lui-même ces représentations. Si Fouquet n'est pas le premier à représenter des paysages tirés de la réalité dans ses miniatures, il est l'un des premiers à leur donner un aspect réaliste, en utilisant notamment la perspective. Cela ne l’empêche pas de s'arranger avec la réalité topographique quand cela lui est nécessaire, modifiant la disposition de certains bâtiments dans les paysages parisiens par exemple. Certaines vues sont facilement identifiables mais d'autres restent plus hypothétiques,.
Paris, lieu de résidence d'Étienne Chevalier, est la ville la plus représentée. L'arrière-plan de la Décollation de saint Jacques est une vue panoramique de tout Paris depuis le nord, la Conversion de saint Paul depuis l'est avec la porte Saint-Antoine et la Bastille. La Dextre de Dieu chassant les démons possède le paysage le plus détaillé avec une vue quasi topographique de l'île de la Cité depuis la tour de Nesle avec la cathédrale Notre-Dame, la Sainte-Chapelle et le pont Saint-Michel ; le Martyre de sainte Catherine se déroule devant la Tour du Temple et le Gibet de Montfaucon mais avec une disposition des bâtiments inversée par rapport à la réalité.
D'autres bâtiments parisiens, isolés cette fois-ci, sont représentés à plusieurs reprises. Notre-Dame de Paris se trouve représentée dans La Cène à travers une porte, la Déploration du Christ en représente le chevet et Saint Vrain exorcisant les possédés est une vue intérieure de la cathédrale extrêmement réaliste. Le Portement de la croix représente la façade de la Sainte-Chapelle ; le château du Louvre a été identifié au fond de la Crucifixion de saint André ; l'église de Sainte Anne et ses filles serait celle du prieuré Saint-Martin-des-Champs et Les Lamentations de Job se déroulent devant le donjon du château de Vincennes.

Quelques exemples de vues de bâtiments dans les miniatures
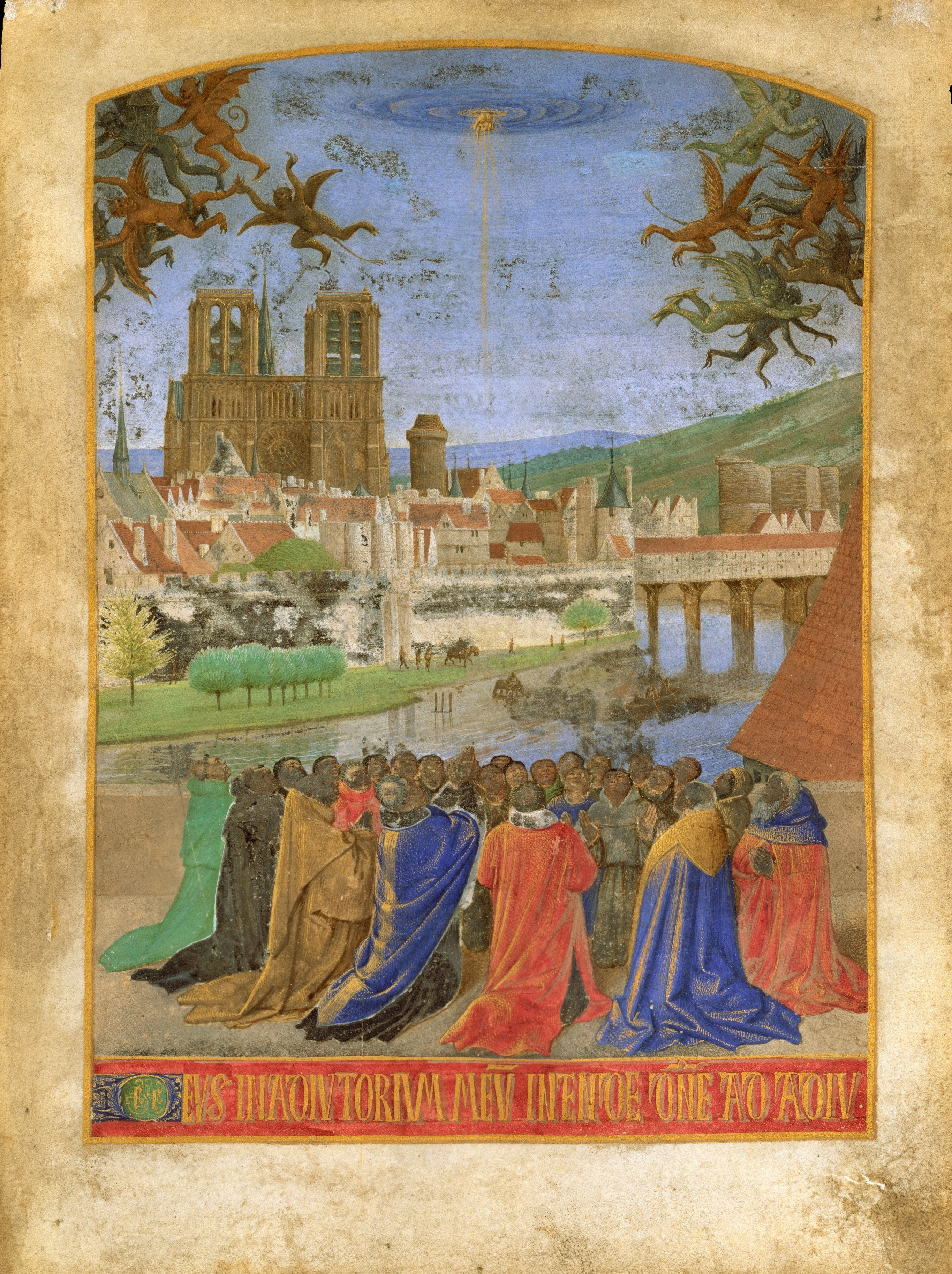
La Dextre de Dieu chassant les démons, paysage de l'île de la Cité.
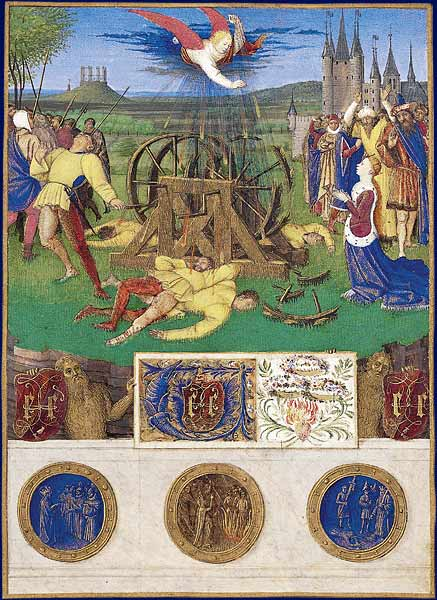
Martyre de sainte Catherine, devant la tour du Temple et le gibet de Montfaucon à Paris.
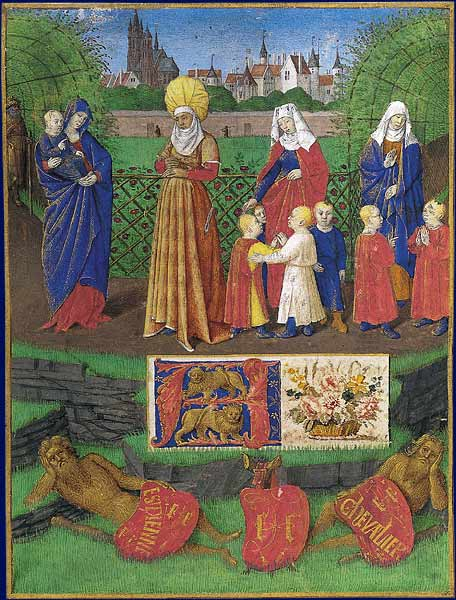
Sainte Anne et ses filles devant l'église du prieuré Saint-Martin-des-Champs.
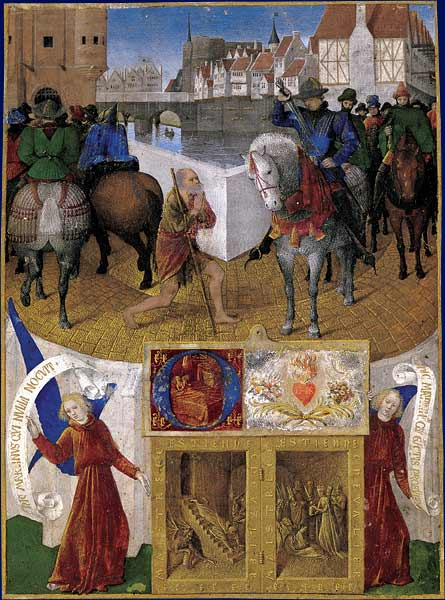
Saint Martin partageant son manteau, Le châtelet de Paris ou la porte Saint-Martin de Tours ?

La Scène de funérailles se déroule, pour certains historiens, dans le cimetière des Innocents à Paris, situé juste à proximité du logement d'Étienne Chevalier, mais les décorations des chapiteaux notamment ne correspondent pas du tout à l'original. Une autre analyse y voit plusieurs monuments de la ville natale du commanditaire, Melun, sur l'île Saint-Étienne, avec de droite à gauche le château royal, l'église Saint-Étienne, le prieuré Saint-Sauveur (avec son clocher) et l'hôtel-Dieu Saint-Nicolas, mais là aussi avec des dispositions inversées et le cimetière lui-même n'est pas attesté. De la même façon, les historiens de l'art hésitent pour Saint Martin partageant son manteau entre une représentation du Grand Châtelet de Paris ou de la porte Saint-Martin des remparts de Tours. Le château de la miniature de Sainte Marguerite et Olibrius a été identifié parfois comme le château de Riom.
Un souvenir immédiat de son voyage en Italie est présent dans la miniature du Mariage de la Vierge : le décor architectural en arrière-plan est une reproduction presque exacte de l'arc de Septime Sévère du Forum Romain, décoré des colonnes torses de Salomon qui décoraient la tombe de saint Pierre dans la basilique de Rome.
Certaines vues intérieures de bâtiment ont aussi pu être identifiées : outre la cathédrale Notre-Dame de Paris déjà évoquée, L'Annonciation est représentée dans une chapelle pouvant rappeler la Sainte-Chapelle de Bourges et Saint Bernard enseignant aurait pu être représenté dans une évocation du grand réfectoire du collège des Bernardins à Paris.

Quelques exemples d'intérieurs de bâtiments
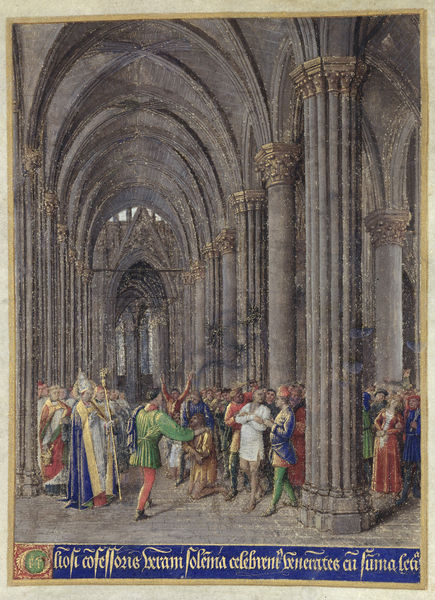
Bas-côté de la cathédrale Notre-Dame dans le suffrage de saint Vrain.
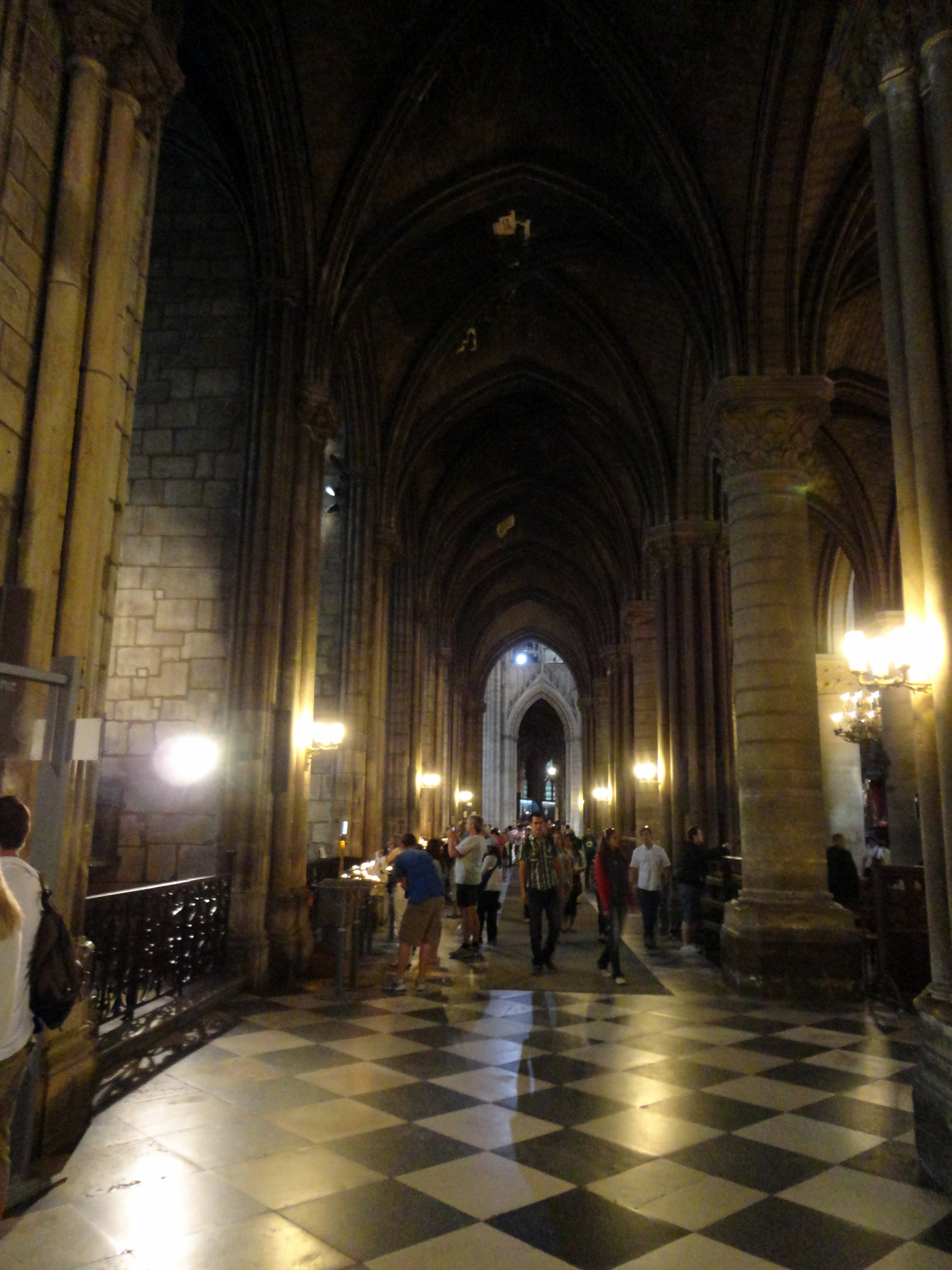
Vue actuelle du même bas-côté.
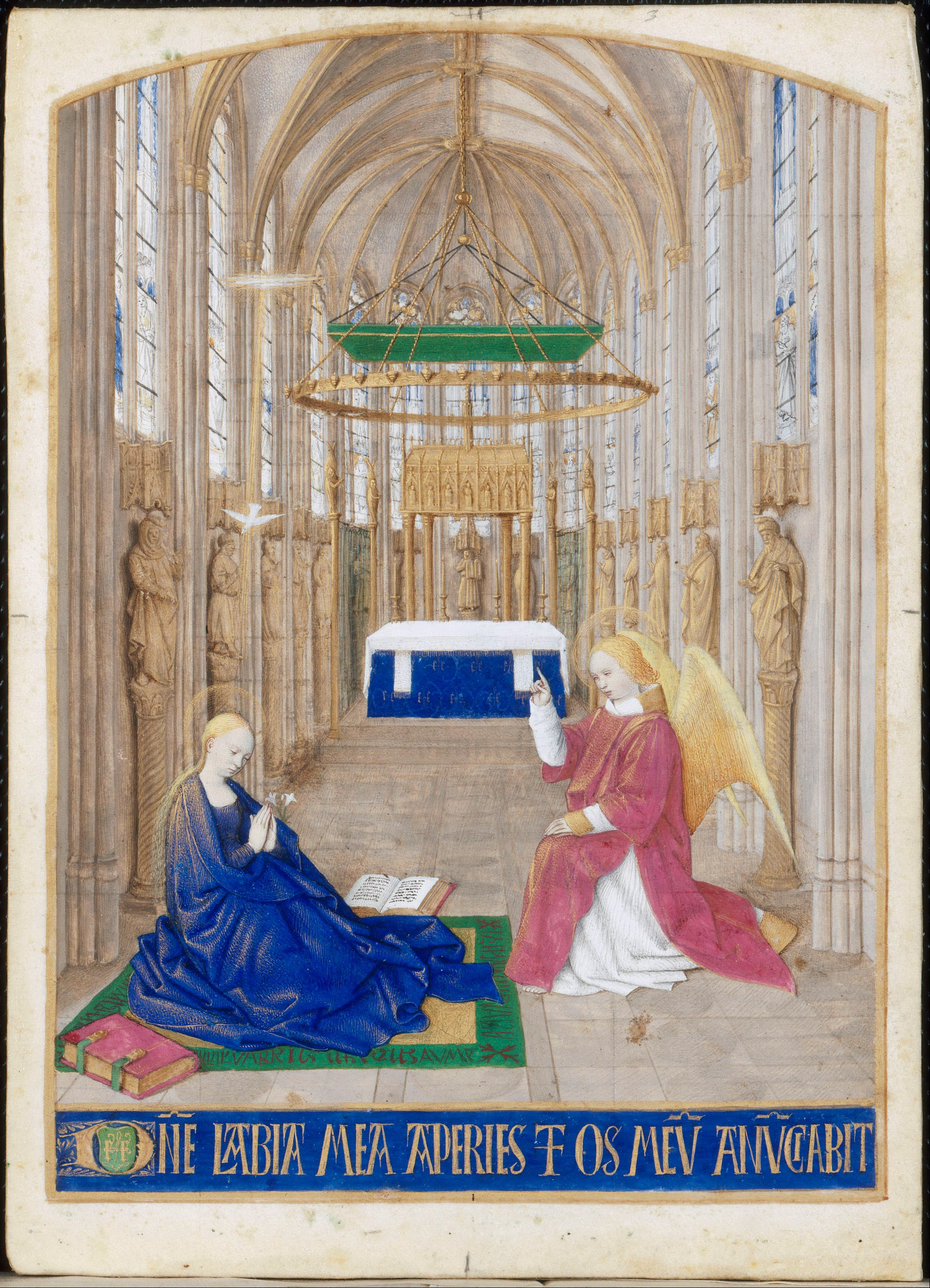
L'Annonciation dans la Sainte-Chapelle de Bourges ?
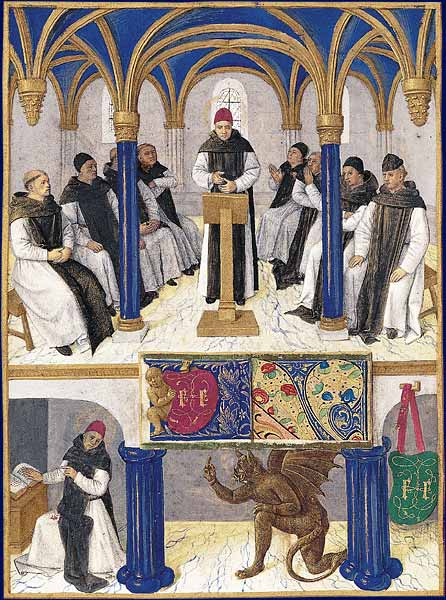
Saint Bernard, dans le réfectoire du collège des Bernardins ?

D'autres paysages, plus symboliques, sont repérés : le paysage de la Descente de croix a été vu comme la vallée de Sion en Suisse dont le nom rappelle l'ancien nom de Jérusalem. La Crucifixion de saint Pierre se déroule dans un paysage de la ville de Rome avec ses collines et ses monuments antiques.

#### Les portraits
Deux personnages sont identifiables dans les miniatures. Ils sont d'autant plus aisés à reconnaître que Fouquet a par ailleurs réalisé leur portrait sur panneau. Tout d'abord le commanditaire du livre, Étienne Chevalier, est présenté à la Vierge au début du manuscrit puis apparaît en prière dans l’Embaumement du Christ. Les deux portraits sont légèrement différents : le second possède des traits plus marqués que le premier. Soit il a été peint avec plus de détails, soit il a été exécuté quelques années plus tard. Chevalier avait déjà été représenté dans une position similaire au premier portrait dans le Diptyque de Melun. Le second personnage est le roi Charles VII, patron d'Étienne Chevalier. Fouquet en avait déjà fait le portrait officiel. Il est représenté ici à la place d'un des rois mages. Il ne porte pas les vêtements traditionnels des mages mais les mêmes que ceux de son portrait sur panneau, à la mode du XVe siècle, agenouillé sur un manteau de cour. Un autre portrait du roi signé de Fouquet, aujourd'hui perdu, est connu par une copie du XVIe siècle. Charles y est représenté dans une position similaire mais tournée dans l'autre sens. Les autres mages ont parfois été identifiés aux deux fils de Charles VII mais leur visage n'est du tout reconnaissable.

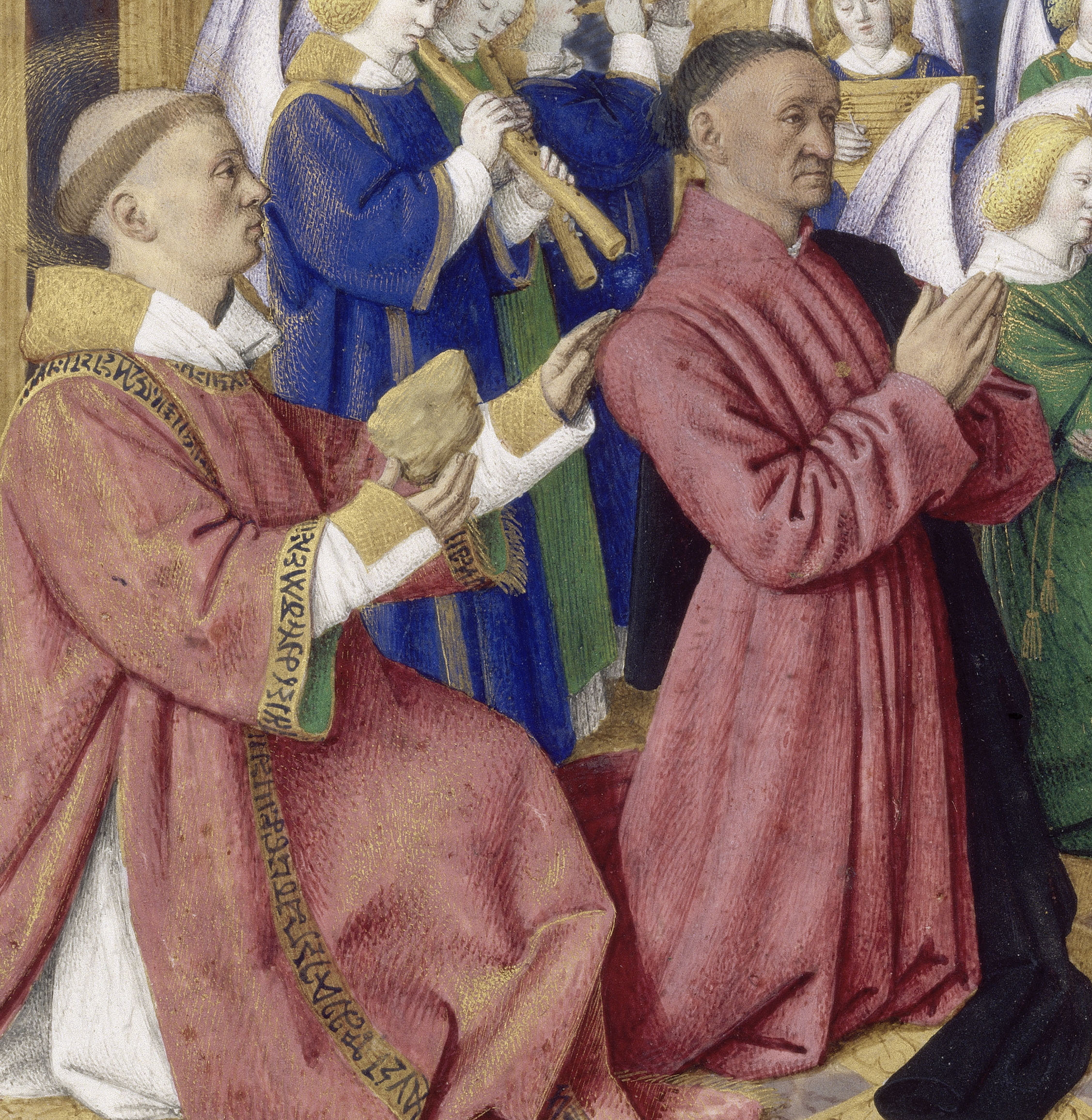
Détail du portrait d'Étienne Chevalier dans la miniature de la Présentation à la Vierge.
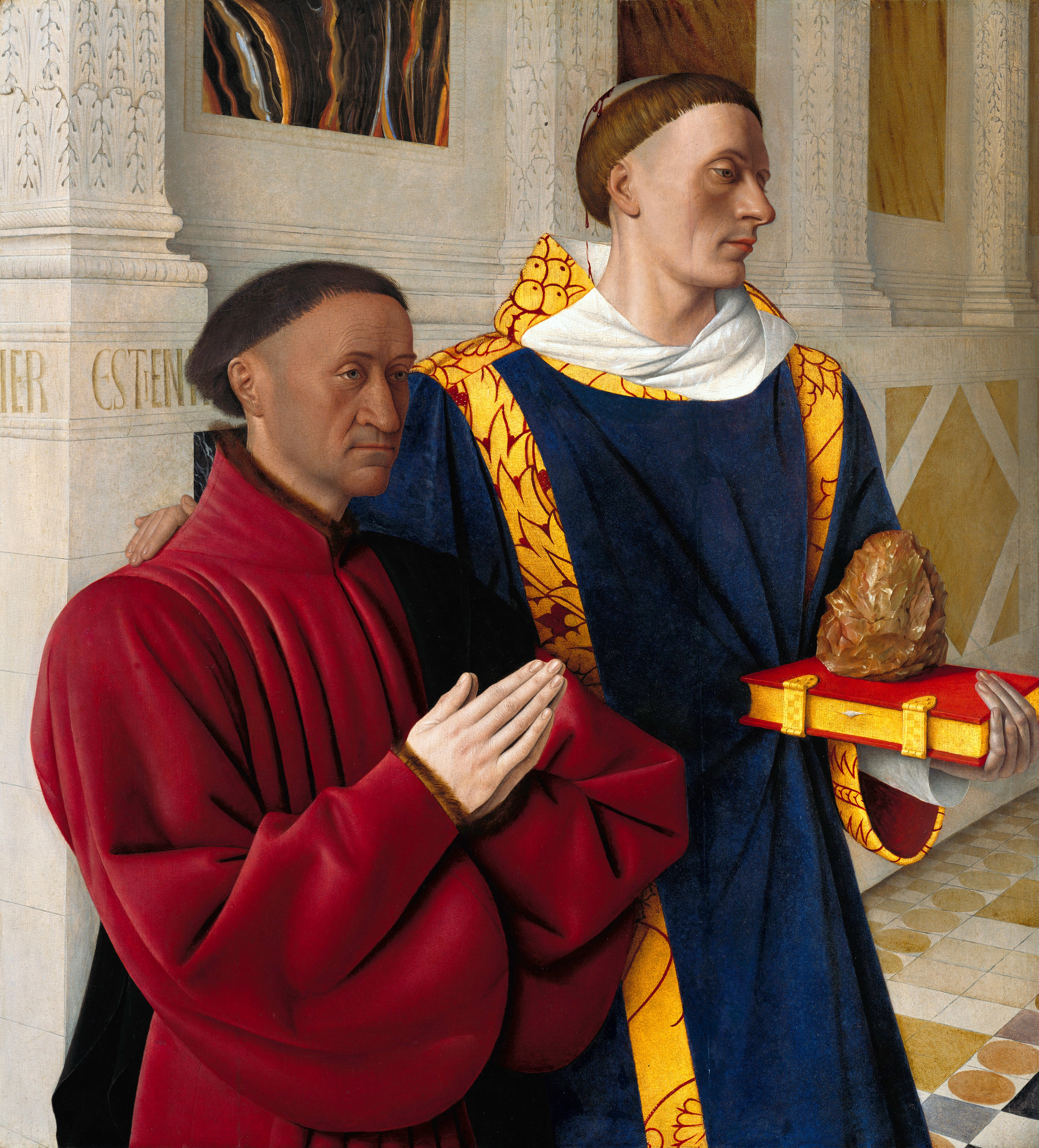
Portrait d'Étienne Chevalier dans le Diptyque de Melun.
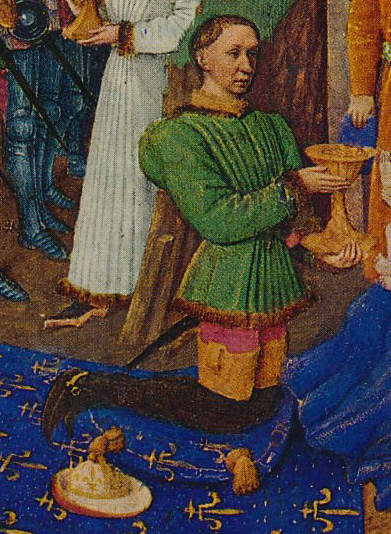
Détail du portrait de Charles VII dans l'Adoration des mages.
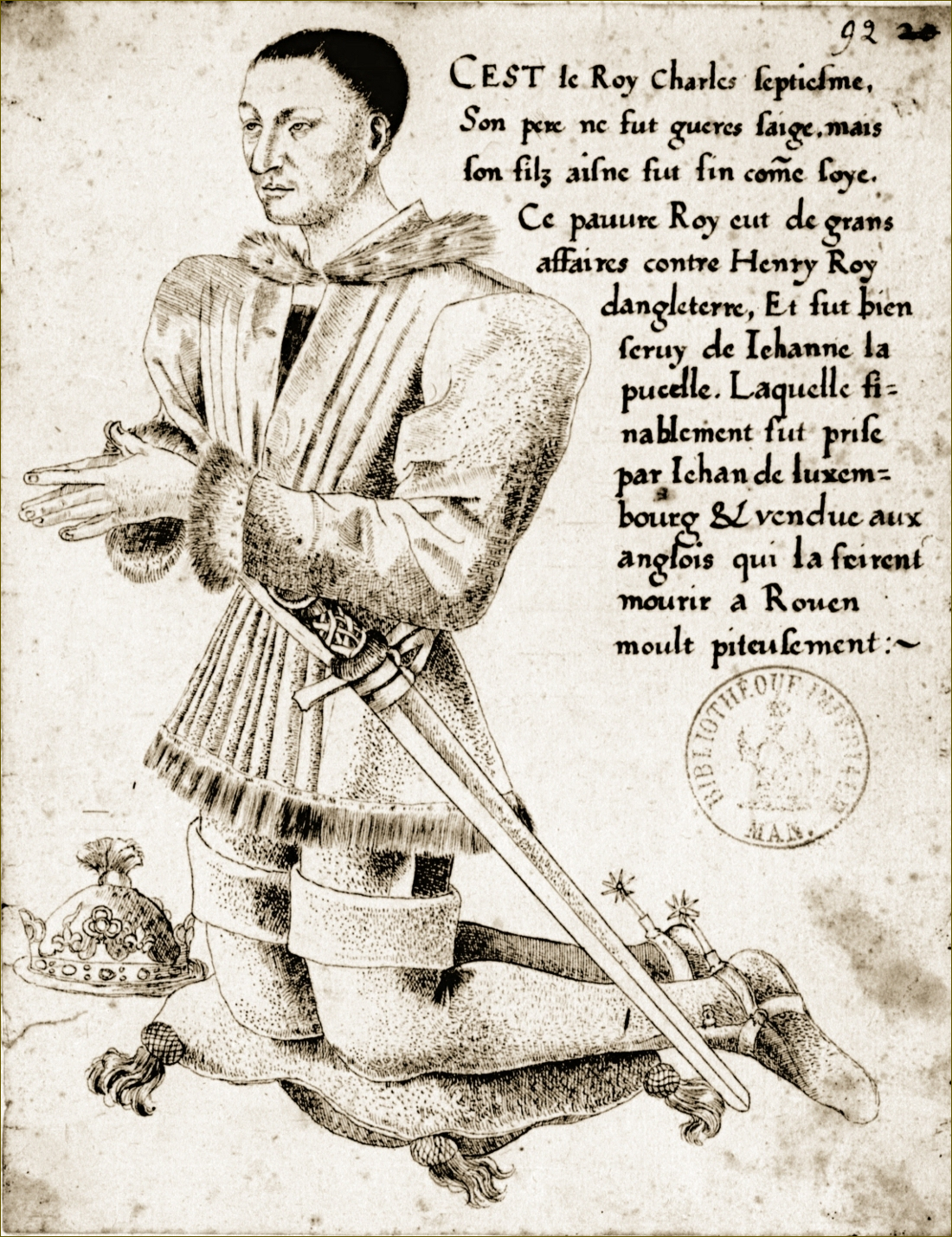
Copie d'un ancien portrait de Charles VII par Fouquet[ms 21].

D'autres miniatures présentent des personnages aux visages très individualisés, comme le Convoi funèbre qui pourrait représenter des proches d'Étienne Chevalier ou la Consécration de saint Nicolas qui représente des prélats romains que Fouquet aurait pu voir lors du conclave de l'élection du pape Nicolas V pendant son séjour à Rome en 1447. Cependant, aucune identification formelle n'est possible.

## Postérité du manuscrit et de ses miniatures

### Influence sur l'enluminure duXVesiècle
Si le manuscrit lui-même a sans doute peu circulé, Jean Fouquet a probablement réalisé un carnet de modèles reprenant tout ou partie des compositions des miniatures. Le maître et son atelier s'en sont servis à plusieurs reprises. C'est le cas dans certains manuscrits exécutés dès l'achèvement des Heures d'Étienne Chevalier comme les Heures de Jean Robertet qui reprennent les compositions de la Visitation par exemple. Plusieurs personnages et détails sont repris par son collaborateur, le Maître du Boccace de Munich au sein du manuscrit des Cas des nobles hommes et femmes, de même qu'il a réalisé le dessin sous-jacent d'une miniature du Tite-Live de Rochechouart dans lequel il a repris les cavaliers de la miniature de la Crucifixion. Un autre membre de son atelier reprend très fréquemment des éléments du livre d'heures d'Étienne Chevalier : il s'agit du Maître du Missel de Yale, que ce soit dans les Heures de Louis de Laval, enluminé avec Jean Colombe ou dans le missel en français qui lui a donné son nom. Un autre maître anonyme semble avoir eu en main un tel recueil. Il s'agit du Maître de Jeanne de Laval qui a repris par exemple les personnages de L'Ascension pour le psautier de Jeanne de Laval. De nombreux autres manuscrits enluminés français reprennent des éléments des miniatures de Fouquet, même très tard dans le siècle : un manuscrit de la Fleur des histoires (vers 1490) avec une Descente de Croix et une Pentecôte ; les Heures de Kerbotier (vers 1475-1480) avec le Portement de Croix notamment ; un livre d'heures à l'usage de Toul avec le martyre de sainte Catherine, ou encore une reprise de la miniature de saint André dans un manuscrit lyonnais des Dits et faits mémorables de Valère Maxime peint par l'atelier de Guillaume Lambert (vers 1480-1485). Dans chacun de ces cas, la reprise des compositions est servile et sans aucune originalité. Jean Bourdichon est un des rares artistes à avoir su reprendre des motifs fouquettiens pour les faire siens de manière originale, comme lorsqu'il reprend la disposition de Saint Martin et du pauvre dans Les Grandes Heures d'Anne de Bretagne,.

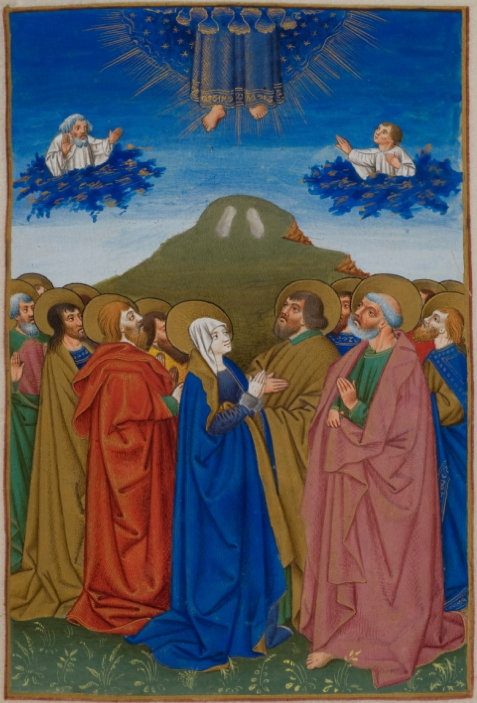
Ascension du Christ du psautier de Jeanne de Laval, vers 1460.
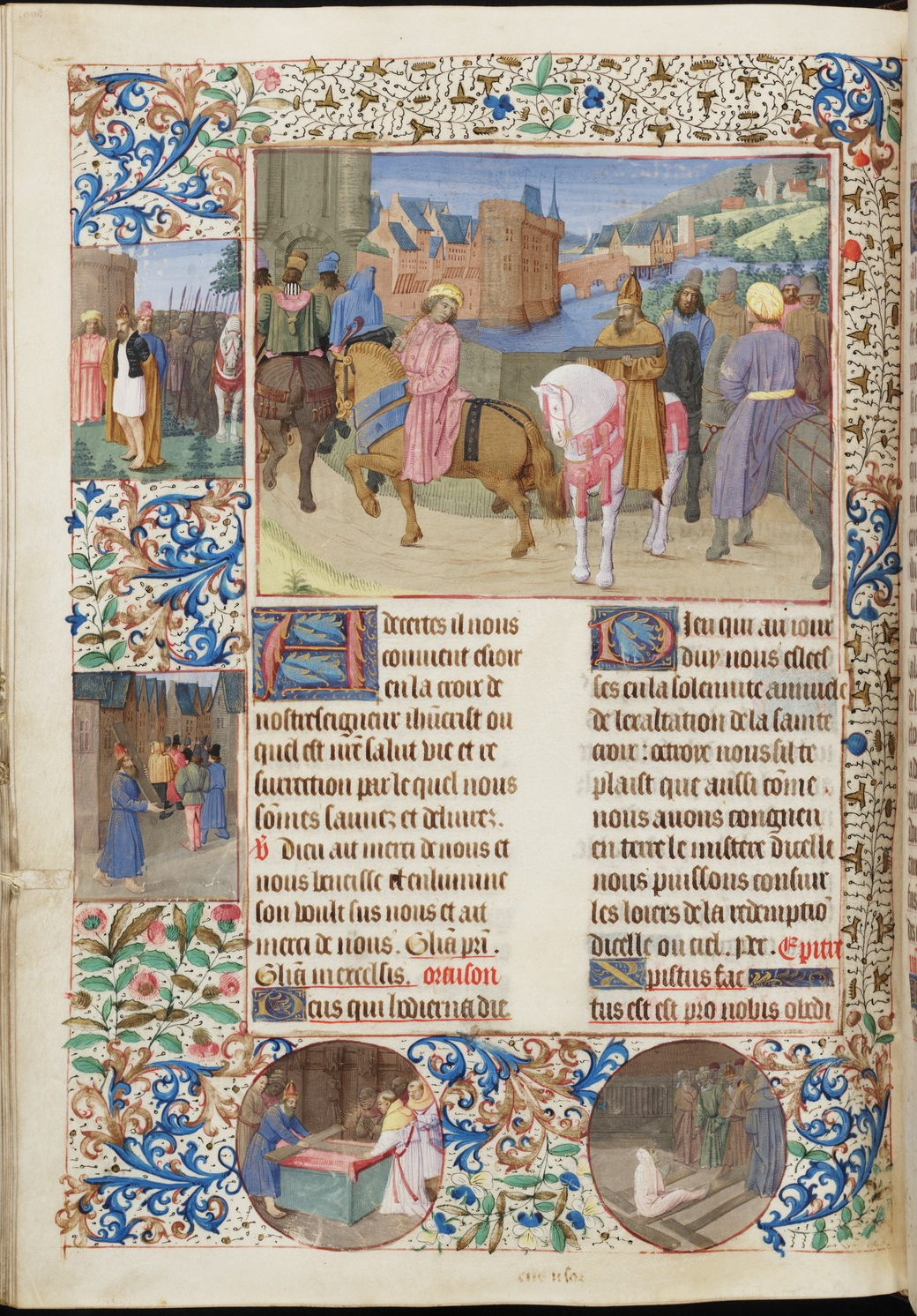
Héraclius portant la croix, missel de Yale, vers 1470-1475.
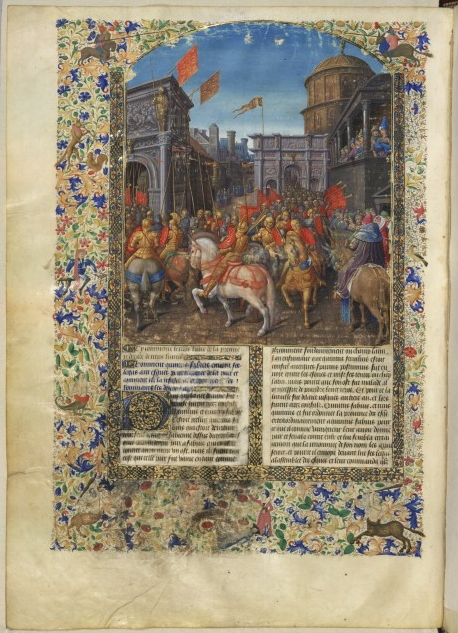
Quintus Fabius traversant le Forum, Tite-Live de Rochechouart, vers 1470-1480.
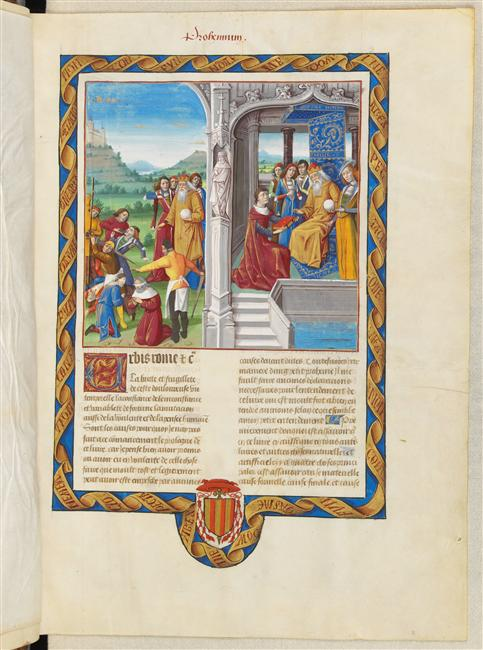
Tibère fait décapiter les sénateurs, Dits et faits mémorables de Valère Maxime, vers 1480-1490.

### Historiographie

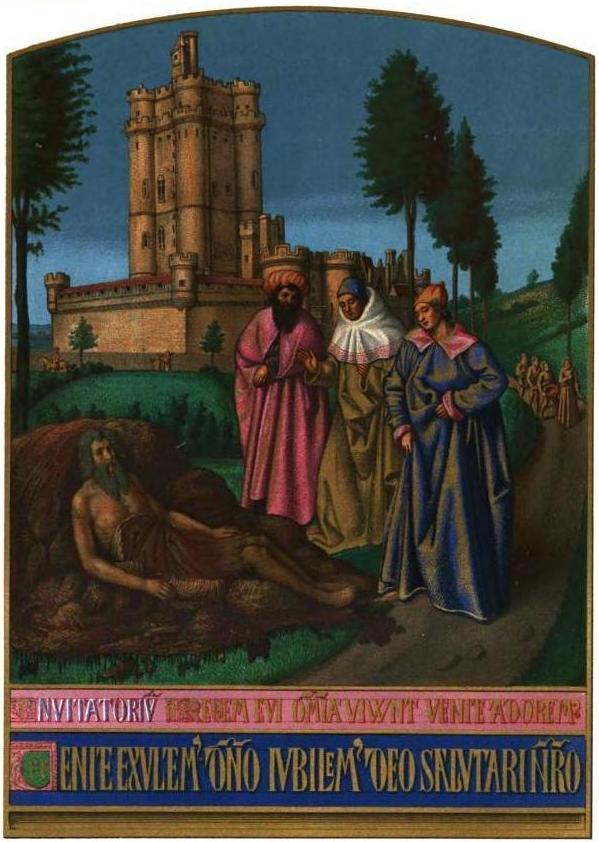
Chromolithographie de la miniature de Job et ses amis publiée par Léon Curmer en 1866.

La littérature au sujet de cet ancien livre d'heures est très abondante. C'est l'historien de l'art allemand Gustav Friedrich Waagen (1794-1868) qui identifie pour la première fois l'auteur des miniatures. Il a en effet l'occasion d'observer les quarante miniatures de la collection Brentano à Francfort, et fait le rapprochement avec le manuscrit des Antiquités judaïques, le seul à contenir le nom de Jean Fouquet. Cette attribution, publiée en 1837, n'a jamais été contestée depuis. Léon de Laborde les mentionne pour la première fois en France dans son ouvrage La Renaissance des arts à la cour de France en 1850 et 1855. Il faut attendre Auguste Vallet de Viriville pour voir une étude complète sur Fouquet parue dans la Revue de Paris en 1857, détaillant les miniatures des Heures Chevalier. L'éditeur Léon Curmer fait paraître en 1866 un ouvrage consacré spécifiquement au peintre, accompagné de commentaires et notices de grands historiens de l'époque. L'ouvrage contient des reproductions en chromolithographie de toutes les miniatures du manuscrit alors connues. Ses souscripteurs appartenant à l'élite mondaine de l'Europe entière, la publication contribue à donner une notoriété internationale aux miniatures. Après le don des collections du duc d'Aumale à l'Institut de France, les publications se multiplient sur les quarante miniatures de Chantilly : dès 1897, avec une publication de François-Anatole Gruyer puis par Henry Martin en 1920. Les dernières monographies de Charles Sterling et Claude Schaefer en 1971 puis de Germain Bazin en 1990 incluent les dernières miniatures identifiées ; mais il faut attendre la monographie de 2006 pour une présentation dans l'ordre le plus vraisemblable du manuscrit. Les conditions du don des collections du duc d'Aumale à l'Institut interdisent tout prêt des miniatures de Chantilly à l'extérieur du musée. Les miniatures n'ont donc jamais été réunies à l'occasion d'une exposition. Lors de celle sur le peintre Jean Fouquet en 2003 à la Bibliothèque nationale de France, seules six miniatures ont été présentées.